# 2019年の政治
< 2018年 | 2019年の政治 | 2020年 >
2019年の政治（2019ねんのせいじ）では、2019年の政治分野で起きた出来事についてまとめる。なお、国旗が無い記述は日本における出来事である。

## 出来事

### 1月
- 1日
  - 無所属の山口和之参議院議員が日本維新の会に入党[1]。
  -  アメリカのジェームズ・マティス国防長官が退任し、パトリック・シャナハン国防副長官が長官代行に就任[2][3]。
  -  スイスの連邦参事会で2018年の連邦副大統領だったウエリ・マウラーが連邦大統領に就任[4]。
  -  ブラジル連邦共和国大統領にジャイール・ボルソナーロ、副大統領にアミルトン・モウランが就任[5]。
  -  4月のイスラエル総選挙を前に、最大野党労働党のアビ・ガベイ（英語版）党首が、統一会派を組むハトヌア（英語版）との連携解消を発表[6]。
  -  ソマリア政府は内政への干渉を理由にニコラス・ヘイソム（英語版）国連事務総長特別代表を「ペルソナ・ノン・グラータ」として国外追放すると発表[7]。
- 2日
  -  アメリカのライアン・ジンキ内務長官が退任し、デイヴィッド・バーンハート（英語版）内務副長官が長官代行に就任[8]。2月4日にトランプ大統領はバーンハートを後任の内務長官に指名[9]。
  -  アメリカのジョン・フランシス・ケリー大統領首席補佐官が退任し、ミック・マルバニー行政管理予算局長が首席補佐官代行に就任[10]。
- 3日 -  アメリカ合衆国第116議会（英語版）開会。下院では民主党のナンシー・ペロシ院内総務を議長に選出[11]。
- 4日
  - 滋賀県甲良町の野瀬喜久男町長が、自身の選挙資金収支報告書の記載漏れなどを理由に辞職[12]。
  -  カメルーンの新首相にジョセフ・ディオン・ングテが任命される[13]。
  -  トーゴのコミ・セロム・クラス（英語版）首相が辞任表明[14]。24日に首相に再任[15]。
- 6日
  -  中華民国の与党民主進歩党が党主席選挙（中国語版）を行い、卓栄泰前行政院秘書長を主席に選出[16]。
  -  マレーシア国王ムハンマド5世が任期途中で退位[17]。同月24日、アブドゥラを新国王に選出[18]。
- 7日
  - 斎藤礼伊奈ら都民ファーストの会所属の東京都議3人が、党内の意思決定が不透明などとして離党届を提出[19]。3議員は25日、新会派「無所属 東京みらい」を結成[20]。
  -  ラトビアのライモンツ・ヴェーヨニス大統領はアルトゥールス・カリンズ欧州議会議員を首相に指名し、組閣を要請[21]。議会は23日にカリンズ新政権を承認[22]。
  -  ガボンでガボン防衛治安部隊愛国青年運動(Patriotic Youth Movement of the Gabonese Defence and Security Forces)を名乗る一部兵士が国営放送を占拠し、国民に蜂起を呼びかけたが数時間後に鎮圧[23]。
  -  グアテマラ政府は国連との合意に基づき汚職などの調査を行っていたグアテマラ無処罰問題対策国際委員会（英語版）の廃止を一方的に通告[24]。
- 8日 -  プントランド議会は新大統領にサイード・アブドゥライ・デニを選出、同日就任[25]。
- 9日 -  アメリカのドナルド・トランプ大統領は、環境保護庁副長官で長官を代行しているアンドリュー・R・ウィーラー（英語版）を正式な長官に指名[26]。
- 10日
  -  中華民国の頼清徳行政院長（首相）が辞任表明[27]。
  -  コンゴ民主共和国の独立国家選挙委員会は、昨年12月実施の大統領選挙（英語版）の結果を発表。野党候補のフェリックス・チセケディが暫定得票率38.51％で当選[28]。
  -  ベネズエラのニコラス・マドゥロ大統領が2期目の就任式を行った[29]。一方で翌11日、野党が多数派を占める議会のフアン・グアイド議長はマドゥロ大統領の正当性を認めないとして「暫定大統領」への就任を宣言[30]。
- 11日
  -  中華民国の蔡英文総統は、行政院長（首相）に元行政院長の蘇貞昌を任命[31]。
  -  マケドニア議会は、国名を「北マケドニア共和国」に変更する憲法改正案を3分の2以上の賛成で承認[32]。
- 12日 -  ガボン新首相にジュリアン・ンコゲ・ベカレ（英語版）就任[33]。
- 13日 -  ギリシャの パノス・カンメノス（英語版）国防大臣がマケドニアの国名変更に関する2国間合意への反対を理由に辞任し、自身が党首を務める「独立ギリシャ人」は連立政権から離脱すると表明[34]。
- 14日 -  アルメニア議会は、ニコル・パシニャンを首相に再任[35]。
- 15日
  - 会派「無所属の会」の岡田克也代表ら衆議院議員10人が立憲民主党会派に入会[36]。
  -  イギリス下院議会はEU離脱案の採決を行い、賛成202票、反対432票の大差で否決。労働党はテリーザ・メイ首相に対する内閣不信任決議案を提出[37]、翌16日に賛成306票、反対325票で否決し信任[38]。
  -  国際刑事裁判所は、証拠が不十分だとして、殺人など人道に対する罪に問われていたコートジボワールのローラン・バグボ前大統領に無罪を言い渡した[39]。
- 16日
  - 野田佳彦前首相ら無所属の衆院議員7人が新会派「社会保障を立て直す国民会議」を結成[40]。
  -  ギリシャ議会はアレクシス・ツィプラス首相に対する信任決議案の採決を実施。連立政権より独立ギリシャ人が離脱表明するなどの動きもあったが、無所属議員などが信任に回り賛成151票、反対148票で可決し信任[41]。
- 17日 -  ノルウェーのソルベルグ連立政権にキリスト教民主党が参加し、連立政権は議会での過半数を確保[42]。
- 18日
  - 糸数慶子参議院議員が沖縄社会大衆党に離党届を提出[43]。
  - 大阪府豊能町の池田勇夫町長が体調悪化を理由に辞職届を提出[44]。31日付で辞職する予定だったが、24日に死去[45]。
  -  スウェーデン議会は、ステファン・ロベーンを首相に再任。賛成115票、反対153票、棄権77票となり、反対票が首相就任阻止に必要な175票に届かなかった[46][47]。
- 19日
  -  マダガスカルの大統領にアンドリー・ラジョエリナ就任[48]。21日、クリスチャン・ンツァイを首相に再任[49]。
  -  ブルキナファソのポール・カバ・ティエバ（英語版）首相が辞任表明[50]。21日、新首相にクリストフ・ジョセフ・マリー・ダビレ（英語版）任命、24日に政権発足[51]。
  -  ドイツキリスト教社会同盟は党大会を開き、新党首にバイエルン州州首相のマルクス・ゼーダーを選出[52]。
- 20日 -  コンゴ民主共和国の憲法裁判所は、昨年12月実施の大統領選挙（英語版）で落選したマルタン・ファユル（英語版）候補の再集計要求など選挙結果の異議を却下[53]。
- 21日 - 無所属の樽床伸二衆議院議員が、衆議院大阪12区補欠選挙に出馬するため辞職願を提出[54]。28日の衆議院本会議にて辞職を許可された[55]。2月4日、次点の馬淵澄夫元国土交通大臣(奈良県第1区)の繰り上げ当選が決定[56]。
- 23日
  - 日本維新の会と希望の党が参議院事務局に統一会派結成を届け出た[57]。
  - 国民民主党は伊藤俊輔衆議院議員が提出した離党届の受理を決定[58]。
  -  タイ選挙管理委員会は、民政移管となる総選挙を3月24日に実施すると発表[59]。
  -  ベネズエラ議会のフアン・グアイド議長が暫定大統領への就任を宣誓し、アメリカやブラジルなどがこれを承認。これを受けマドゥロ大統領はアメリカとの外交関係断絶を発表[60]。
- 24日
  - 国民民主党と自由党が衆参両院で、立憲民主党と社会民主党が参院で、それぞれ統一会派を結成[61]。
  - 藤田幸久参議院議員が国民民主党に離党届、立憲民主党に入党届を提出[62]。
  -  コンゴ民主共和国の大統領にフェリックス・チセケディが就任[63]。
  -  昨年10月に恩赦を取り消されていたペルーのアルベルト・フジモリ元大統領が再収監された[64]。
  -  米連邦大陪審は、2016年大統領選の際ドナルド・トランプ陣営の選対顧問を務めたロジャー・ストーンを偽証罪などで起訴[65]。
  -  スコットランド検察当局は、アレックス・サモンド前自治政府首相を強姦未遂や性的暴行などの疑いで訴追[66]。
  -  ウクライナ・キエフの裁判所は、ヴィクトル・ヤヌコーヴィチ前大統領に対し、ロシアの武力介入を招いたなどとする国家反逆罪などで禁錮13年の判決を言い渡した[67]。
- 25日 -  ギリシャ議会は、隣国マケドニアが「北マケドニア共和国」に国名変更する両国政府間の合意を賛成多数で承認[68]。
- 27日
  - 愛知県安城市長選挙に立候補した大見正衆議院議員(自民党)が自動失職[69]。2月4日、次点の青山周平元衆院議員(愛知県第12区)の繰り上げ当選が決定[56]。
  - 山梨県知事選挙を執行。自民・公明の推薦を受けた長崎幸太郎元衆議院議員が、旧民進系の推薦を受けた現職や共産系の新人らを破って初当選[70]。
  - 甲府市長選挙を執行。現職の樋口雄一が再選[71]。
  - 北九州市長選挙を執行。現職の北橋健治が4選[72]。
- 28日
  - 第198回国会（通常国会）召集[73]。
  - 立憲民主党は両院議員総会において、長妻昭代表代行の政調会長兼務を解き、逢坂誠二政調会長代行を昇格させる人事を承認[74]。
  -  パレスチナ国のラーミー・ハムダッラー首相は、マフムード・アッバース大統領が望むならば辞任すると表明[75]。翌29日に辞表を提出し、アッバース大統領が受理[76][77]。
- 29日
  - 沖縄県議会は、米軍普天間飛行場の名護市辺野古移設を問う県民投票について、賛否2択に「どちらでもない」を追加し3択とする条例改正案を賛成多数で可決[78]。
  -  セントルシア下院議会はアレン・シャスネ首相の不信任決議案を賛成6票、反対11票で否決し信任[79]。
- 30日
  - 富山市議会の政務活動費不正受給問題で富山県警察は、現職の議長や元市議5人らを詐欺などの疑いで書類送検[80]。
  -  韓国ソウル中央地裁は、2017年大統領選などでインターネット上で不正な世論操作を行ったとして業務妨害の罪に問われた金慶洙（朝鮮語版）慶尚南道知事に対し、懲役2年の実刑判決を言い渡した[81]。
  -  タイの親軍政党・国民国家の力党は、3月総選挙での首相候補にプラユット・チャンオチャ暫定首相を選んだと発表[82]。
- 31日
  - 無所属の細野豪志元環境大臣が自民党二階派に特別会員として入会[83]。
  -  レバノンでサード・ハリーリー政権が発足（ハリーリー首相は再任）[84]。

### 2月
- 1日 -  韓国ソウル高裁は、元秘書への強制わいせつなどの罪に問われた安熙正前忠清南道知事の控訴審判決で、一審の無罪判決を破棄し、懲役3年6月の実刑を言い渡した[85]。
- 2日 - 市職員への暴言が問題になっていた兵庫県明石市の泉房穂市長が辞職[86]。
- 3日
  - 愛知県知事選挙を執行。現職の大村秀章が3選[87]。
  -  エルサルバドル大統領選挙（英語版）を執行。前サンサルバドル市長のナジブ・ブケレが得票率53％を獲得し当選。6月1日就任[88][89]。
- 4日 - 愛知県安城市選挙を執行。現職の神谷学氏が元衆議院議員の大見正らを破り5選[90]。
- 5日 - 市長の押印などが必要な決裁文書の作成を怠り、日付をさかのぼった書類を作っていた問題で、高知県警は、虚偽公文書作成・同行使の疑いで岡崎誠也高知市長と市幹部ら計19人を書類送検[91]。
- 6日 -  ブラジル・クリチバの連邦裁判所は、ルラ元大統領に収賄罪などで禁錮12年11月の有罪判決を言い渡した[92]。
- 7日
  - 参議院本会議で、平成30年度第2次補正予算案が与党や日本維新の会などの賛成多数で可決、成立[93]。
  -  フランス外務省は、イタリア政府の「挑発」に抗議するとして駐イタリア大使の召還を発表[94]。
- 8日
  - 4月の北海道知事選挙への立候補を表明しているの 鈴木直道夕張市長が退職願を提出[95]。
  -  タイのタクシン派政党・タイ国家維持党（英語版）は、3月総選挙での首相候補に国王ラーマ10世の姉ウボンラット（王族籍は消滅）を擁立すると発表[96]。同日、ラーマ10世が姉の擁立を不適切と批判したことで選挙管理委員会が擁立を認めないとする見方が広がり[97]、翌9日に同党は擁立取りやめを発表[98]。その後、選挙管理委員会の申し立てを受け、3月7日に憲法裁判所は国家維持党に対し解党を命じた[99]。
- 10日
  - 出直しの山口県美祢市長選挙を執行。前職の西岡晃が元職の村田弘司らを破り再選[100]。
  - 和歌山県美浜町長選挙が執行。元町職員の籔内美和子が初当選し、和歌山県内で初めての女性首長が誕生[101]。
  -  アフリカ連合議長にエジプトのアブドルファッターフ・アッ＝シーシー大統領が就任[102]。
- 12日 -  マケドニア共和国が北マケドニア共和国に国名変更。翌13日に国際連合が国名変更を通知されたことを発表[103]。
- 13日
  -  スペイン下院が2019年予算案を賛成158票、反対191票、棄権1票で否決[104]。これを受け15日に、ペドロ・サンチェス首相は総選挙を4月28日に前倒しで実施することを表明[105]。
  -  コモロ連合のアザリ・アスマニ大統領の大統領選挙出馬に伴い、憲法規定に基づいてムスタドラネ・アブドゥ（英語版）副大統領が大統領代行に就任[106]。
  -  モルディブの検察当局は、資金洗浄などの罪でアブドゥラ・ヤミーン前大統領を訴追したと明らかにした [107]。
- 14日
  -  アメリカ合衆国上院は、ウィリアム・P・バーの司法長官就任を賛成54票、反対45票で承認、同日中に就任宣誓[108]。
  -  イギリス下院は、EU離脱をめぐり「アイルランドとの国境問題の対応策についてEUと継続協議する」というメイ首相の方針を賛成258、反対303の反対多数で否決[109]。
  -  エジプト議会は、大統領任期を2期8年から同12年に延ばすことなどを柱とする憲法改正案を賛成多数で承認[110]。
- 15日 - 自由民主党の田畑毅衆議院議員が自身の女性トラブルを理由に離党届を提出[111]。党は同月21日付で離党届を受理[112]。その後、同月27日に議員辞職願を提出し[113]、3月1日の衆議院本会議にて辞職を許可[114]。3月12日、次点の吉川赳元衆院議員(静岡県第5区)の繰り上げ当選が決定[115]。
- 16日
  -  ナイジェリア国家選挙管理委員会は、この日執行予定だった大統領選挙（英語版）を、自由で公正かつ信頼できるものにするために、投票開始5時間前の午前2時に選挙を1週間遅らせると表明。州知事選と州議会選は3月9日に延期[116]。
  -  アメリカ合衆国国務省は、トランプ大統領から次期国連大使に指名されていたヘザー・ナウアート国務省報道官が指名を辞退したと発表[117]。これを受けトランプ大統領は、ケリー・ナイト・クラフト（英語版）駐カナダ大使を国連大使に指名[118]。
- 17日 - 神奈川県厚木市長選挙を執行。現職の小林常良が4選[119]。
- 18日
  -  イギリス最大野党・労働党にて、EU離脱や反ユダヤ主義などについて党指導部の姿勢を批判する下院議員7人が離党[120]。その後も与党・保守党と共に離党者が相次いでいる[121]。
  -  モルディブのアブドゥラ・ヤミーン前大統領が、自身のマネーロンダリング疑惑に関する裁判で、証人に賄賂を渡し偽証を求めた容疑で逮捕[122]。
  -  ブルキナファソ議会は、1月に大統領に任命されたクリストフ・ジョセフ・マリー・ダビレ（英語版）首相を賛成84、反対19、棄権23で信任[123]。
- 20日 -  ポルトガル議会は、公務員によるストライキが続いていることを理由に提出されたアントニオ・コスタ内閣に対する不信任決議案を採決。賛成103、反対115で否決し信任[124]。
- 21日
  -  経済失政を理由にヌルスルタン・ナザルバエフ大統領より内閣総辞職を求められていたカザフスタンのバクィトジャン・サギンタエフ（英語版）首相は、この日に辞任表明。アスカル・マミン（英語版）第一副首相が首相代行に就任[125]。
  -  米ノースカロライナ州の選挙管理委員会は、2018年11月の中間選挙で共和党陣営による不正投票の疑いが持たれ、結果が確定していなかった同州第9選挙区の選挙のやり直しを命じた[126]。
  -  韓国ソウル中央地裁は、李明博政権時代の韓国軍サイバー司令部による政治工作を指示した罪に問われた金寛鎮元国防部長官に対し、懲役2年6月の有罪判決を言い渡した[127]。
- 22日
  -  フィリピンミンダナオ島に設立予定のイスラム自治政府を巡り、ロドリゴ・ドゥテルテ大統領が暫定議会の議員80人を任命し、イスラム武装勢力モロ・イスラム解放戦線のムラド・エブラヒム（英語版）議長が暫定政府の首相に就任[128]。
  -  スーダンのオマル・アル＝バシール大統領は、大統領退陣を求めるデモが各地で相次いでいることを受けて1年間の国家非常事態宣言を出し[129]、新首相にモハメド・ターヒル・アヤラ（英語版）ジャジーラ州知事、第1副大統領にアフメド・アワド・イブンオウフ国防大臣を任命[130]（24日就任[131]）。
  -  中央アフリカ共和国のサンプリス・サランジ（フランス語版）首相が辞任表明[132]。25日、フィルミン・ングレバダ（フランス語版）が新首相に就任[133]。
- 23日 -  ナイジェリア大統領選挙（英語版）を執行。現職のムハンマド・ブハリが約56%の票を得て再選[134]。
- 24日
  - 沖縄県宜野湾市にある米軍普天間飛行場の名護市辺野古移設のための埋立ての是非を問う県民投票が行われ、反対が72.2%となった[135]。
  -  セネガル大統領選挙（英語版）を執行。現職のマッキー・サルが58.27％の票を得て再選[136]。
  -  モルドバ総選挙（英語版）を執行。モルドバ共和国社会党（英語版）が34議席で第1党、モルドバ民主党（英語版）が30議席を獲得[137]。
  -  キューバで、私有財産権を認め、大統領職や首相職を新設するなどの憲法改正を巡る国民投票（英語版）が行われ、約89%の賛成多数で承認[138]。
- 25日
  - アントニオ猪木参議院議員が会派「無所属クラブ」から「国民民主党・新緑風会」へ、無所属の平山佐知子参議院議員が「無所属クラブ」へ入会[139]。
  - 滋賀県長浜市議会は、週刊誌で女性問題を報じられた藤井勇治市長に対し、辞職を求める動議を賛成多数で可決[140]。
  -  イランのモハンマド・ジャヴァード・ザリーフ外相が辞任表明[141]。翌26日、ハサン・ロウハーニー大統領が辞任を却下し[142]、27日にザリーフも辞意を撤回[143]。
  -  イギリス領ヴァージン諸島総選挙（英語版）を執行。ヴァージン諸島党（英語版）が8議席獲得し政権を奪還。与党・国民民主党（英語版）は3議席にとどまる[144]。26日にヴァージン諸島党のアンドルー・ファヒー（英語版）代表が首相に就任[145]。
- 27日
  - 1月の山梨県知事選挙で当選した長崎幸太郎への投票を呼び掛ける文書を告示前に送ったとして、山梨県警察は、公職選挙法違反（法定外文書頒布、事前運動）の疑いで元県議ら2人を書類送検[146]。
  -  韓国最大野党の自由韓国党代表に黄教安前国務総理、元大統領権限代行を選出[147]。
  - () 28日までベトナムのハノイにて2回目の米朝首脳会談を実施。合意には至らず会議を途中で打ち切り[148]。
- 28日
  - 千葉県御宿町議会は、町議会の百条委員会で虚偽答弁をしたとして、偽証罪で石田義広町長を千葉地検に告発する議案を賛成多数で可決[149]。
  -  アメリカ合衆国上院は、環境保護庁長官にアンドリュー・R・ウィーラー（英語版）長官代理（副長官）を賛成52、反対47で承認[150]。
  -  イギリスのジョージ・ユースティス（英語版）農業・食糧・海洋環境担当大臣がEU離脱延期を巡る議会採決の実施に反対して辞任[151]。

### 3月
- 1日
  - 衆議院本会議で、厚生労働省の「毎月勤労統計」の不適切調査問題をめぐり、立憲民主党など野党6党派が提出した根本匠厚生労働大臣に対する不信任決議案を与党などの反対多数で否決[152]。
  - 国民民主党は無所属の佐藤公治衆議院議員の会派入りを衆議院事務局に届けた[114]。
  -  暗殺された金正男の息子の金漢率を保護したとされている団体「自由朝鮮」が北朝鮮臨時政府の樹立を宣言[153]。
- 2日
  - 衆議院本会議で、平成31年度予算案が自民、公明両党などの賛成多数で可決[154]。
  - 無所属の本村賢太郎衆院議員は、4月の相模原市長選挙に出馬するため辞職願を提出し[155]、7日の衆議院本会議で辞職を許可された [156]。3月13日、次点の谷田川元元衆院議員(千葉県第10区)の繰り上げ当選が決定 [157]。
- 3日 -  エストニア総選挙（英語版）を執行。エストニア改革党が34議席で第1党に、エストニア中央党（英語版）が26議席、エストニア保守党が19議席、祖国共和連合（英語版）が12議席、社会民主党（英語版）が10議席[158]。
- 4日 -  カナダのジェーン・フィルポット（英語版）予算庁長官は、建設企業の汚職事件に対する司法介入疑惑について政府への信頼を失ったとして辞任[159]。
- 5日
  -  中華人民共和国の北京にて第13期全国人民代表大会第2回会議が開幕[160]。同月15日まで[161]。
  -  ミクロネシア連邦総選挙（英語版）を執行。ピーター・マーティン・クリスチャン大統領は59票差で落選[162]。
- 6日 - 国民民主党は藤田幸久参院議員が提出した離党届を受理せず除籍処分とすることを正式決定[163]。これを受け、立憲民主党は藤田の入党を承認するとともに、会派入りを参議院事務局に届け出て、単独での参院野党第1会派に復帰[164]。
- 7日
  -  米ホワイトハウスは、ビル・シャイン（英語版）広報部長が辞任したと発表[165]。
  -  米バージニア州アレクサンドリア連邦地裁は、2016年大統領選でトランプ陣営の選対本部長を務めたポール・マナフォートに対し、脱税などの罪で禁錮3年11月の実刑判決を言い渡した[166]。同月13日には、ワシントン連邦地裁も資金洗浄などの罪で禁錮3年7カ月の実刑判決を言い渡した[167]。
- 8日
  - 松井一郎大阪府知事と吉村洋文大阪市長は、4月の統一地方選挙で大阪都構想への民意を改めて問うダブル選を行うため、辞職願をそれぞれ提出。知事・市長の立場を入れ替えて立候補するという[168]。
  -  フィンランドのユハ・シピラ首相が辞任表明[169]。
  -  ペルーのセザー・ヴィジャヌエヴァ（英語版）首相が辞任表明[170]。11日にマルティン・ビスカラ大統領はサルバドール・デル・ソーラー（スペイン語版）を新首相に任命[171]。
  -  アメリカのヘザー・ウィルソン（英語版）空軍長官が5月末の辞任を表明[172]。
  -  韓国大統領府は7官庁の長官を交代する内閣改造を発表。しかしその後、国会の人事聴聞会で不動産投機疑惑などが浮上したことを受け、31日に文在寅大統領は趙東浩科学技術情報通信部長官候補の指名を撤回し、崔政浩国土交通部長官候補も指名辞退を表明[173]。
- 10日
  -  パレスチナ国のマフムード・アッバース大統領は、新首相にムハンマド・シュタイエを指名（4月13日に政権発足）[174]。
  -  北朝鮮で最高人民会議第14期代議員選挙を執行[175]。投票率99.99％、全687候補全員が当選、信任票100％。金正恩委員長は立候補せず[176]。
  -  ギニアビサウ総選挙（英語版）を執行。与党・ギニア・カーボベルデ独立アフリカ党が47議席で第1党となったが過半数に届かず[177]。
- 11日
  -  アルジェリアのアブデルアジズ・ブーテフリカ大統領は抗議運動を受け4月の大統領選挙（英語版）での5選出馬を断念、選挙を延期すると表明。ヌレディン・ベドゥイ（英語版）内務大臣を新首相に任命[178]。
  -  スーダン議会は、オマル・アル＝バシール大統領が先月出した非常事態宣言について採決を行い、期間を大統領が宣言した1年ではなく、6か月間とした上で宣言を認める案を可決[179]。
- 12日 -  イギリス議会下院は、EU離脱協定案の採決を行い、賛成242票、反対391票の反対多数で否決[180]。
- 13日
  - 静岡県松崎町議会は、長嶋精一町長に対する不信任決議案を出席議員8人のうち6人の賛成で可決[181]。これを受け、長嶋町長は19日に町議会を解散[182]。町議選の結果、定数8に対し町長支持派が6議席を獲得[183]。
  -  イギリス議会下院は、合意なきEU離脱を回避する決議を賛成321票、反対278票の賛成多数で可決[184]。
- 14日
  - 大阪府堺市議会は、竹山修身市長の後援会などで政治資金収支報告書の記載漏れがあった問題で、市長に対する問責決議案を賛成多数で可決[185]。
  -  イギリス議会下院は、EU離脱時期の延期をEU側と交渉することなどを柱とした、政府提出の動議を賛成412票、反対202票の賛成多数で可決。議員提出の、EU離脱を問う2回目の国民投票実施動議は賛成85票、反対334票で否決[186]。
  -  アメリカ合衆国上院は、2月の下院に続き、トランプ大統領がメキシコ国境の壁建設費確保のため出した国家非常事態宣言を無効とする決議案を賛成59票、反対41票の賛成多数で可決[187]。15日、トランプ大統領は決議に対し拒否権を発動[188]。26日、下院は決議を再び採決したが、賛成248票、反対181票で拒否権を覆すのに必要な3分の2以上の賛成は得られなかった[189]。
- 15日 -  ガンビアで内閣改造。イサトゥ・トゥレー（英語版）貿易・地域統合・雇用大臣を副大統領に任命[190]。
- 16日
  -  スロバキア大統領選挙（英語版）の第1回目投票を執行。弁護士で環境活動家のズザナ・チャプトヴァーが得票率40.6％で1位、与党系候補のマロシュ・シェフチョビッチ欧州委員会副委員長は18.7％で2位。30日に決選投票を実施[191][192]。
  -  中国共産党中央規律検査委員会は、元国家発展改革委員会副主任兼国家エネルギー局長のヌル・ベクリを重大な規律違反で党籍を剥奪し、起訴すると発表[193]。
- 17日
  - 出直しの兵庫県明石市長選挙を執行。部下への暴言で辞職した泉房穂前市長が北口寛人元市長らを破り三選[194]。
  -  二重政府状態になっているベネズエラのニコラス・マドゥロ大統領は、政権を立て直し統治を強化するために、全閣僚に対し辞任するよう要請[195]。
- 18日
  - 東京地方裁判所は、土地取引をめぐって1300万円の賄賂を受け取ったとして、収賄罪に問われた静岡県伊東市の佃弘巳前市長に対し、懲役2年追徴金1300万円の実刑判決を言い渡した[196]。
  -  反政府デモが続くハイチで下院議会がジャン・ヘアリー・セアン（フランス語版、英語版）首相の責任を問う不信任決議案を採決し、賛成93票、反対6票、棄権3票で可決し不信任[197]。セアンは憲法違反であるとして投票結果を受け入れないと表明[198]したが、21日に首相を辞任し、ジョブネル・モイーズ大統領はジャン＝ミシェル・ラピン（フランス語版）文化通信大臣を首相代行に任命[199]。
- 19日
  -  カザフスタンのヌルスルタン・ナザルバエフ大統領が20日付で辞任すると表明、カシムジョマルト・トカエフ上院議長が大統領に昇格。安全保障会議議長と与党ヌル・オタン党首は続投[200][201]。20日、上院はナザルバエフ前大統領の長女、ダリガ・ナザルバエフを新議長に選出[202]。
  -  ボリビア最高選挙裁判所は、10月27日に予定していた大統領選挙（英語版）を同月20日に変更すると発表[203]。
- 20日
  - 無所属の鷲尾英一郎衆議院議員が自由民主党に入党届を提出[204]。同月22日、自民党は鷲尾の入党を了承[205]。
  - 水戸地方裁判所は、町長選の対立候補の税金滞納の情報を知人女性に漏らしたとして、地方税法違反（秘密漏えい）の罪に問われた大久保司前八千代町長に対し、罰金20万円の有罪判決を言い渡した[206]。
  -  アフガニスタン選挙管理委員会は、7月20日に予定していた大統領選挙を9月28日に延期すると発表[207]。
  -  イギリスのテリーザ・メイ首相は、EUからの離脱期限を6月30日まで延期することをEUに要請したと表明[208]。翌21日、EUはメイの離脱延期要請を退け、イギリス議会がEUとの離脱合意案を可決すれば5月22日まで、しなければ4月12日まで延期することを決定[209]。
  -  国際刑事法廷メカニズムは、ボスニア・ヘルツェゴビナ紛争で住民虐殺を指揮したとしてジェノサイドなどの罪に問われたスルプスカ共和国初代大統領のラドヴァン・カラジッチに対する上訴審判決で、禁錮40年とした1審判決を破棄し、最高刑の終身刑を言い渡した[210]。
  -  欧州議会最大会派の欧州人民党は、EUの難民政策をめぐりジャン＝クロード・ユンケル欧州委員長への中傷を繰り返したハンガリー政権与党フィデス＝ハンガリー市民同盟の無期限加盟資格停止処分を決定[211]。
  -  オランダのBES諸島3島のうち独自議会を持つボネールとサバで総選挙執行。ボネールではボネール人民運動(Movement of Bonaire People)が4議席を獲得し第1党に[212]、サバではウィンドワード諸島人民運動（英語版）が全5議席を独占した[213]。
- 21日
  -  ブラジル連邦警察は、収賄や資金洗浄などの疑いでミシェル・テメル前大統領を逮捕[214]。
  -  ベネズエラの情報機関は、暫定大統領就任を宣言したフアン・グアイド国会議長の首席補佐官を務めるロベルト・マレロ（英語版）を拘束[215]。
- 22日
  - 京都府大山崎町議会は、前川光町長に対する問責決議案を野党の賛成多数で可決[216]。
  -  アメリカのウィリアム・P・バー司法長官は、ロバート・モラー特別検察官がロシア疑惑に関する捜査を終結し、報告書を提出したと発表[217]。
  -  韓国ソウル東部地検は、金恩京（朝鮮語版）前環境部長官が環境部傘下機関の役員を政権寄りの人物に代えるよう人事に不当に介入したとされる疑惑で、職権乱用の疑いで逮捕状を請求。ソウル東部地裁は26日、逮捕状請求を棄却[218]。
- 24日
  -  2019年タイ総選挙を執行。5月8日に議席数が確定し、タイ貢献党が136議席で第1党となったほか、国民国家の力党が115議席、アナコットマイ政党が80議席、民主党が52議席、タイ誇り党が51議席を獲得[219]。惨敗を喫す見通しとなった民主党はアピシット・ウェーチャチーワ党首が投票日のうちに辞任表明[220]。
  -  2019年コモロ大統領選挙（英語版）を執行。現職のアザリ・アスマニが60.77％の票を獲得し、第1回投票で再選[221]。
- 26日 - 大分県竹田市議会は、市で唯一の小児科診療所の存続の危機が続いていることについて、首藤勝次市長に対し、猛省と診療所の継続に向けた取り組みを求める問責決議案を賛成多数で可決[222]。
- 27日
  - 参議院本会議で、一般会計総額101兆4571億円と過去最大の平成31年度予算案を自民、公明両党などの賛成多数で可決、成立[223]。
  -  タイ貢献党など、軍政に対抗するタイ王国の7政党が連立政権の樹立で合意[224]。
  -  イギリスのテリーザ・メイ首相は、保守統一党の議員会合にて、政府のEU離脱協定案が議会で可決されれば首相を辞任する意向を表明[225]。
  -  フランスのナタリー・ロワゾー欧州問題担当大臣ら閣僚と閣外相合わせて3人が辞任[226]。
  -  中国共産党中央規律検査委員会は、重大な規律違反があったとして国際刑事警察機構前総裁の孟宏偉の党籍を剥奪し、公職からも追放すると発表[227]。
- 28日
  - 福岡地方裁判所は、受託収賄罪などに問われた徳島真次前鞍手町長に対し、懲役2年6カ月、没収1千万円、追徴金75万円の実刑判決を言い渡した[228]。
  -  ベネズエラ会計検査院は、暫定大統領就任を宣言したフアン・グアイド国会議長が公職に就く権利を15年間剥奪すると発表[229]。
  -  北大西洋条約機構の最高意思決定機関である北大西洋理事会は、イェンス・ストルテンベルグ事務総長の任期を2022年9月末まで2年延長することで合意したと発表[230]。
- 29日
  -  イギリス議会下院は、政府提案のEU離脱協定案から政治宣言を切り離した部分のみを採決し、賛成286票、反対344票の反対多数で否決[231]。
  -  アメリカのトランプ大統領はリンダ・マクマホン中小企業庁長官の辞任を発表[232]。
- 30日 -  スロバキア大統領選挙（英語版）の決選投票を執行。弁護士で環境活動家のズザナ・チャプトヴァーがマロシュ・シェフチョビッチ欧州委員会副委員長を破り当選[233]。
- 31日 -  2019年ウクライナ大統領選挙の第1回投票を執行。コメディー俳優のウォロディミル・ゼレンスキーと現職のペトロ・ポロシェンコが決選投票に進み、元首相のユーリヤ・ティモシェンコらは落選。4月21日に決選投票[234]。

### 4月
- 1日 - 新元号は『令和』と発表。
- 2日
  - 大阪府池田市の倉田薫市長は辞職届を提出[235]。
  -  マルタ議会はジョージ・ヴェラを次期大統領として承認、4日就任[236]。
  -  アルジェリアのアブデルアジズ・ブーテフリカ大統領は抗議運動と軍の辞任圧力を受け辞任[237]。アブデルカデル・ベンサラー国民評議会議長が大統領代行に就任[238]。
  -  ベネズエラ制憲議会は暫定大統領就任を宣言したフアン・グアイド国会議長の不逮捕特権剥奪を全会一致で承認[239]。
- 4日
  - 宮城県涌谷町の大橋信夫町長が死亡したと涌谷町が発表。自殺の可能性[240]。
- 5日
  - 塚田一郎国土交通副大臣は道路整備に関し安倍晋三首相と麻生太郎副総理兼財務大臣の意向を「忖度した」と発言した問題の責任を取り辞任。後任には牧野京夫参議院議員が就任[241]。
  -  アメリカ合衆国下院は、上院に続き、イエメン内戦に介入するサウジアラビアへの軍事支援の停止を求める決議案を賛成247票、反対175票の賛成多数で可決[242]。16日、トランプ大統領は決議に対し拒否権を発動[243]。
- 6日 -  モルディブ総選挙（英語版）を執行。モハメド・ナシード元大統領率いるモルディブ民主党が65議席で過半数を獲得[244]。
- 7日
  - 第19回統一地方選挙前半。
    - 統一地方選唯一の与野党対立型知事選となった北海道知事選挙において、自由民主党・公明党・新党大地推薦の前夕張市長鈴木直道が立憲民主党・国民民主党・日本共産党・自由党・社会民主党の推薦する元衆議院議員石川知裕を破り初当選。鈴木は全国最年少知事となる[245]。
    - 神奈川県知事選挙において、自由民主党・国民民主党・公明党の推薦する現職の黒岩祐治が共産党の推薦する市民団体代表の新人を破り3選[246]。
    - 保守分裂選挙となった福井県知事選挙において自民党が推薦の前副知事杉本達治が、自民党の一部県議が支援した現職の西川一誠、共産党公認の新人を破り、初当選[247]。
    - 三重県知事選挙において、自由民主党・公明党が推薦する現職の鈴木英敬が共産党推薦の町議を破り3選[248]。
    - 奈良県知事選挙において、自由民主党・国民民主党・公明党の各県連の推薦を受けた現職の荒井正吾が元参議院議員の前川清成らを破り4選[249]。
    - 大阪府知事選挙において、大阪維新の会の前大阪市長吉村洋文が、自由民主党が推薦し公明党や野党各党を支援を受けた元副知事を破り初当選[250]。
    - 鳥取県知事選挙において、立憲民主党、自由民主党県連、国民民主党県連、公明党県本部が推薦する現職平井伸治が共産党推薦の候補ら2名を破り4選[251]。
    - 自民系3人が乱立する、保守分裂選挙となった島根県知事選挙において自由民主党の一部県議らが支援する元総務省消防庁職員の丸山達也が自由民主党が推薦する元総務省消防庁職員の大庭誠司、元安来市長島田二郎、共産党新人を破り初当選[252]。
    - 保守分裂選挙となった徳島県知事選挙において、自由民主党・公明党が推薦する現職の飯泉嘉門が自民党の後藤田正純衆議院議員ら自民党の一部の支援を受けた元県議岸本泰治、共産党新人を破り5選[253]。
    - 保守分裂選挙となった福岡県知事選挙において、自由民主党の一部が支援する現職の小川洋が、自由民主党推薦の厚生労働省職員武内和久、共産党推薦の新人を破り3選[254]。
    - 大分県知事選挙において自由民主党・公明党の各県連の推薦を受けた広瀬勝貞が共産党新人らを破り5選[255]。
    - 札幌市長選挙において、立憲民主党・国民民主党および自由民主党・公明党の各県連の推薦、社会民主党の支持を受けた現職の秋元克広が共産党推薦の新人を破り2選[256]。
    - 保守分裂選挙となった相模原市長選挙において前衆議院議員本村賢太郎が、自由民主党市議団が支援した現職加山俊夫、自由民主党県議団の多くが支援した元県議八木大二郎らを破り初当選[257]。
    - 静岡市長選挙において、自由民主党の推薦する現職田辺信宏が、旧静岡市の元市長天野進吾、共産党推薦の新人を破り3選[258]。
    - 浜松市長選挙において、現職鈴木康友が共産党推薦の新人らを破り4選[259]。
    - 大阪市長選挙において、大阪維新の会の前大阪府知事松井一郎が、自由民主党が推薦し公明党や野党各党を支援を受けた元市議を破り初当選[250]。
    - 広島市長選挙において、自由民主党・国民民主党・公明党が推薦する現職の松井一実が共産党推薦の市民団体代表らを破り3選[260]。
    - 大阪府議会議員選挙において、大阪維新の会は改選前より11議席増の51議席を獲得し単独過半数となった。自由民主党は9議席減の15議席で、全勝で改選前と同じ議席数を維持した公明党と並んだ。共産党は2議席、無所属は4議席。初の議席獲得を目指した立憲民主党は1議席を獲得[261]。
    - 大阪市議会議員選挙において、大阪維新の会は改選前より5議席増の40議席を獲得し市議会第一党の座を維持。自由民主党は2議席減の17議席、公明党は1議席減で18議席、共産党は現職の落選が相次いだことから5議席減の4議席、無所属は4人が当選。初の議席獲得を目指した立憲民主党は全敗に終わった[262]。

  - 浜松市の行政区再編を問う住民投票が行われ、市が提案する天竜区、浜北区を単独区とし、残りを合区とする3区案への反対票が投票総数の半数を上回った[263]。
  -  アメリカ合衆国のドナルド・トランプ大統領は、キルステン・ニールセンが国土安全保障長官を退任し、ケビン・マカリーナン（英語版）税関・国境警備局長が長官代行に就任すると発表[264]。10日付でクレア・グラディ（英語版）副長官代行も辞任[265]。
  -  アンドラ総選挙（英語版）を執行。アンドラのための民主党（英語版）が11議席で第1党も過半数には届かず[266]。
- 8日 - 自民党会派所属の渡辺美知太郎参議院議員は、栃木県那須塩原市長選挙への出馬のため、財務大臣政務官を辞任するとともに議員辞職願を提出。12日の本会議で辞職が許可された[267]。政務官の後任には宮島喜文参議院議員が就任[268]。
- 9日
  - 前期補欠選挙告示（衆議院大阪府第12区・沖縄県第3区）[269]。
  - 大阪府12区補欠選挙への立候補に伴い日本共産党所属の宮本岳志衆議院議員が自動失職[270]。4月17日、次点の清水忠史元衆院議員(大阪府第4区)の繰り上げ当選[271]。
  - 富山市議会の政務活動費不正受給問題で、富山地方検察庁は詐欺罪で元議長ら4人を在宅起訴[272]。
  -  第21回イスラエル議会総選挙を執行。開票直後は予想獲得議席数が与野党で拮抗していたため、右派与党リクード、中道野党連合青と白がともに勝利宣言[273]。翌10日、右派連合で過半数を占める見通しとなり、青と白のベニー・ガンツ元軍参謀総長が敗北宣言[274]。
  -  カザフスタンのカシムジョマルト・トカエフ大統領が、2020年実施と目されていた次期大統領選挙（英語版）を6月9日に前倒し実施すると発表[275]。
- 10日
  - 桜田義孝東京五輪・パラリンピック担当大臣が、この日に行われた同僚議員激励会の席にて『東北地方太平洋沖地震（東日本大震災）の被災者等を傷つける発言を行った』として、閣僚辞職願を提出し、受理された。なお、後任には桜田の前任の鈴木俊一を起用[276]。
  - 自由党の山本太郎共同代表は、同党を離党する意向と政治団体「れいわ新選組」の結成を表明[277]。
  -  欧州連合は首脳会議を開催し、イギリスのEU離脱を最長10月31日まで延長することで合意[278]。
  -  ペルー捜査当局は、公共工事を巡る汚職の疑いでペドロ・パブロ・クチンスキ前大統領を予備拘束[279]。
  -  アルジェリア大統領府は、2019年アルジェリア大統領選挙（英語版）を7月4日に実施すると発表[280]。
- 11日
  -  スーダン国防軍がオマル・アル＝バシール大統領を解任し、身柄を拘束。暫定政府設立に向け協議を開始（2019年スーダンクーデター）[281]。
  -  北朝鮮最高人民会議開催。金正恩を国務委員長に再任したほか、最高人民会議常任委員会委員長に崔竜海党副委員長、内閣総理（首相）に金才龍を指名[282][283]。
  -  アメリカ合衆国上院は、内務長官にデイヴィッド・バーンハート（英語版）長官代行（副長官）を賛成56、反対41で承認[284]。
  -  2019年インド総選挙が投票開始[285]、5月19日まで7回に分けて投票を実施[286]。
- 12日
  -  スーダン暫定軍事評議会の議長に就任したアフメド・アワド・イブンオウフ第1副大統領兼国防大臣が就任わずか1日で辞任し、アブドゥルファッターハ・アブドッラフマーン・ブルハーン中将が後任の議長に就任[287]。
  -  イギリス独立党のナイジェル・ファラージ元党首が新党ブレグジット党の結党を表明[288]。
- 13日 -  パレスチナ国のムハンマド・シュタイエを首班とする新政権が発足[289]。
- 14日
  - 兵庫県明石市長選挙が告示されたが、現職の泉房穂以外に立候補の届け出はなく無投票4選[290]。
  -  フィンランド総選挙（英語版）を執行。中道左派のフィンランド社会民主党が40議席で第1党、欧州懐疑派の真のフィンランド人が39議席で第2党。中道右派の与党・フィンランド中央党は第4党となり敗北[291]。
  -  北朝鮮の朝鮮中央放送が、金正恩国務委員長の称号として『最高代表者』を使用開始[292]。
- 16日 -  エジプト議会は、大統領の任期を現在の4年から6年に延長することなどを柱とする憲法改正案を賛成多数で可決[293]。これに伴い憲法改正を問う国民投票を20日から22日にかけて実施し、選挙管理委員会は賛成88.83％で承認されたと発表[294]。
- 17日 -  2019年インドネシア総選挙を執行。大統領選挙は現職のジョコ・ウィドドが勝利宣言、議会は与党闘争民主党が過半数の勢い[295]。
- 18日 -  マリ共和国オゴサグ村で発生した大量殺害事件をめぐる対応で批判が高まっていたスメイロ・ブベイエ・メイガ（英語版）首相が辞任[296]。22日、イブラヒム・ブバカール・ケイタ大統領はブーブー・シセ（英語版）を新首相に任命[297]。
- 21日
  - 第19回統一地方選挙後半。
    - 水戸市長選挙において、無所属の現職高橋靖が共産党推薦の候補を破り3選[298]。
    - 長崎市長選挙において、無所属の現職田上富久が新人候補らを破り4選[299]。
    - 大分市長選挙において、無所属の現職佐藤樹一郎が共産党公認候補を破り4選[300]。

  - 国会議員の前期補欠選挙。
    - 北川知克の死去に伴う衆議院大阪府第12区補選は、日本維新の会公認の藤田文武が、北川の甥で自民党公認の北川晋平、無所属の樽床伸二元総務大臣、無所属で共産・自由推薦の宮本岳志元衆議院議員を破り当選[301]。
    - 玉城デニーの沖縄県知事選出馬に伴う衆議院沖縄県第3区補選は、オール沖縄勢力の支援を受けた無所属の屋良朝博が、自民党公認の島尻安伊子元参議院議員を破り当選[301]。
    - 参議院兵庫県選挙区でも欠員が生じていたが、公選法の規定により補選は行われなかった。

  -  アフガニスタン最高裁は、5月22日に任期満了を迎える予定だったアシュラフ・ガニー大統領の任期を、遅延している大統領選挙が実施され新しい大統領が選出されるまで延長する判断を下す[302]。
  -  2019年ウクライナ大統領選挙の決選投票を執行。コメディー俳優のウォロディミル・ゼレンスキーが勝利宣言[303]。
  -  2019年北マケドニア大統領選挙（英語版）の第1回投票を執行。親欧州派のステボ・ペンダロフスキと野党系のゴルダナ・シルヤノフスカ＝ダフコバが5月5日の決選投票に進む[304]。
- 22日 - 政治資金収支報告書に2億3千万円超えの記載漏れがあった問題で、大阪府堺市の竹山修身市長が辞職願を提出[305]。
- 23日
  - 自由民主党参議院幹事長の吉田博美が政界引退を正式に表明[306]。
  - 宮崎県綾町の前田穣町長が病気治療に専念するために辞職届を提出し、受理された[307]。
- 24日 -  韓国国家情報院は、金英哲朝鮮労働党副委員長が兼務していた党統一戦線部長から外れ、後任に張金哲が就任したとの報告を行った[308]。
- 26日 - 国民民主党が自由党を吸収合併[309]。
- 28日 -  スペイン議会総選挙を執行。与党スペイン社会労働党が123議席で第1党となったが過半数に届かず、極右政党Voxが24議席獲得し国政進出を果たす[310]。
- 29日
  -  アメリカ合衆国のロッド・ローゼンスタイン（英語版）司法副長官が5月11日付での退任を表明[311]。
  -  エストニアで中央党（英語版）のユリ・ラタス党首を首班とする3党連立政権が発足[312]。
- 30日
  - 24時を以って第125代天皇（平成の天皇）が譲位。
  -  ベネズエラのフアン・グアイド国会議長（暫定大統領就任を宣言）は国軍に対し決起を訴え[313]。同日、ニコラス・マドゥロ大統領は鎮圧したと宣言[314]。

### 5月
- 1日
  - 午前0時、皇太子徳仁親王が皇位を継承し第126代天皇に即位。
  - 新元号『令和』に改元。
  -  イギリスのテリーザ・メイ首相は、中国通信機器大手・ファーウェイに関する国家安全保障会議の討議内容を漏らしたとしてギャビン・ウィリアムソン国防大臣を解任し、後任にペニー・モーダント国際開発大臣を指名[315]。
- 2日
  - 4月の青森県議選で買収があったとして青森県警察は、公職選挙法違反の疑いで三戸町議3人ら5人を逮捕[316]。
  -  イギリス統一地方選挙を執行。与党保守党が1334議席、最大野党労働党が82議席をそれぞれ失った一方で、EU残留派の自由民主党が700議席以上を獲得し躍進[317]。
- 3日 -  南スーダンのサルバ・キール・マヤルディ大統領と反政府勢力を率いるリエック・マチャル前副大統領は、12日が期限の双方参加の統一政府の発足を6ヶ月延期することで合意[318]。
- 5日
  -  北マケドニア大統領選挙（英語版）の決選投票を執行。与党系のステボ・ペンダロフスキが勝利宣言[319]。
  -  セネガル議会は首相職廃止などを含む憲法改正案を採択[320]。
  -  パナマ大統領選挙・議会総選挙（英語版）を執行、ラウレンティノ・コルティソ元農牧開発相が次期大統領に当選[321]。
- 6日 -  トルコ最高選挙管理委員会は、3月31日執行のイスタンブール市長選挙を6月23日にやり直すと発表[322]。
- 7日 - 無所属の松原仁、柿沢未途両衆議院議員が会派「社会保障を立て直す国民会議」に入会[323]。
- 8日
  -  北キプロス・トルコ共和国のトゥファン・エルヒュルマン（英語版）首相が辞任表明[324]。
  -  イラクのクルディスタン地域議会は、2017年以降空席となっていた大統領を再び選出することを決定[325]。
  -  南アフリカ総選挙を執行。与党・アフリカ民族会議(ANC)が過半数を維持[326]。
  -  ベネズエラの情報機関は、クーデター未遂関与の疑いでエドガル・サンブラノ（スペイン語版）国会副議長の身柄を拘束[327]。
- 11日
  -  ミクロネシア連邦議会は、デイヴィッド・パヌエロを次期大統領に選出[328]。
  - 国民民主党の階猛衆院議員（岩手県第1区）は、盛岡市での党岩手県連の会合で離党する意向を表明。党は5月29日に離党届を受理[329][330]。
- 12日
  -  リトアニア大統領選挙（英語版）の第1回目投票。イングリダ・シモニーテ元財務相とエコノミストのギタナス・ナウセダが決選投票に進出。サウリュス・スクヴェルネリス首相は3位にとどまり、7月12日付で首相を辞任すると表明[331]。
  -  ニューカレドニア総選挙（英語版）を執行。54議席のうち、自信ある未来が18議席を獲得し第1党となり、共にカレドニア（英語版）などと共に反独立派が28議席となり過半数を維持。ロイヤルティ諸島の14議席は独立派が全て独占[332]。
- 13日
  -  フィリピン中間選挙（英語版）を執行。上下両院共にドゥテルテ大統領派が大勝[333]。
  -  スーダン司法当局は、オマル・アル＝バシール前大統領をデモ参加者の殺害に関与した容疑などで訴追[334]。
- 14日
  - 日本維新の会の丸山穂高衆院議員は、自身の問題発言の責任を取り離党届を提出。維新の会は同日、離党届を受理せず除名処分とした[335]。
  - 静岡県東伊豆町議会は太田長八町長に対する辞職勧告決議案を全会一致で可決[336]。
- 15日
  -  アンドラ議会は、シャビエル・エスポットを新首相に選出、16日就任[337]。
  -  タイ民主党は、ジュリン・ラクサナウィシット （英語版）党首代行を新党首に選出[338]。
- 17日 - 大阪府警察は、 4月の大阪市議選でウグイス嬢を手配した報酬を渡したとして、大阪維新の会所属の不破忠幸大阪市議を公職選挙法違反（買収）の疑いで逮捕[339]。
- 18日
  -  オーストラリア総選挙を執行。事前の予想を覆し代議院（下院）は与党連合が優勢となり、野党・労働党のビル・ショーテン（英語版）党首は敗北宣言、党首辞任も表明[340]。
  -  オーストリアのハインツ＝クリスティアン・シュトラッヘ副首相は、自身の不正疑惑の報道を受け副首相と与党自由党党首の辞任を表明[341]。セバスティアン・クルツ首相は解散総選挙の意向を表明[342]。
- 20日
  -  ウクライナの大統領にウォロディミル・ゼレンスキー就任、就任直後の演説で議会解散の意向を表明[343]。
  -  コンゴ民主共和国のブルーノ・チバラ首相が辞任表明[344]。フェリックス・チセケディ大統領は、後任にシルベストル・イルンガを任命[345]。
- 21日 -  マラウイ大統領選挙（英語版）を執行。現職のピーター・ムタリカが38.57%を得票し再選[346]。
- 22日
  -  イギリスのアンドレア・レッドサム庶民院院内総務はEU離脱を巡るメイ首相の対応に反発し辞任[347]。
  -  国際連合総会は、イギリスに対し、インド洋のチャゴス諸島の統治を6カ月以内に終え、撤退するよう求める決議案を賛成116、反対6、棄権56で採択した[348]。
- 23日
  -  南アフリカ下院議会は、シリル・ラマポーザを大統領に再選、25日就任[349][350]。
  -  2019年欧州議会議員選挙（26日まで）。連立与党を組んでいた中道右派の欧州人民党、中道左派の社会民主進歩同盟が大きく議席を減らし、両党合わせても過半数割れ[351]。
  -  タイ憲法裁判所は、新未来党のタナトーン・ジュンルンアンキット党首について、選挙関連法に違反した疑いがあるとして議員資格を停止させた[352]。
- 24日
  -  イギリスのテリーザ・メイ首相は、6月7日に保守党党首を辞任すると発表[353]。
  -  インド総選挙の選挙結果が発表され、与党インド人民党が303議席で単独過半数。最大野党・インド国民会議は52議席にとどまった[354]。
  -  タイで、2014年5月の軍事クーデター以降初めてとなる国会が招集され、下院議長に民主党のチュワン・リークパイ元首相を選出[355][356]。
- 26日
  -  パプアニューギニアのピーター・オニール首相が辞任を表明し、後任をジュリアス・チャン（英語版）元首相とする意向も併せて表明[357]。5月29日、ボブ・ダダイ（英語版）総督に辞表を提出[358]。5月30日、パプアニューギニア議会はジェームズ・マラペ前金融相を新首相に選出[359]。
  -  リトアニア大統領選挙（英語版）の決選投票を執行。エコノミストのギタナス・ナウセダがイングリダ・シモニーテ元財務相を破り当選[360]。
  -  ベルギー総選挙（英語版）を執行。新フラームス同盟が25議席を獲得し第1党を維持したものの同党を含む主要政党は軒並み議席を減らし、極右政党のフラームス・ベランフが18議席で第2党に躍進[361]。
  -  ギリシャのアレクシス・ツィプラス首相は、欧州議会選挙で与党・急進左派連合が野党に敗北したことを受け、近く議会を解散し、10月までに予定されていた総選挙（英語版）を前倒しで実施することを表明[362]。
- 27日
  - 千葉県御宿町の石田義広町長は出直し選出馬のため辞職願を提出[363]。
  -  オーストリア下院議会は、セバスティアン・クルツ政権に対する不信任決議案を可決。連立政権を構成していた自由党が賛成に回った[364]。
  -  ルーマニア与党・社会民主党党首で下院議長のリヴィウ・ドラグネア（英語版）の職権乱用での禁錮3年6月の刑が確定し、即日収監された[365]。
- 28日
  - 希望の党の松沢成文代表と行田邦子幹事長が辞任。新代表に中山成彬、新幹事長に井上一徳がそれぞれ就任[366]。
  -  イラクのクルディスタン地域議会は、新議長選出選挙を行い、111議席中68票を獲得したネチルバン・バルザニ自治政府首相を選出。6月10日就任予定[367][368]。
- 29日
  -  オーストラリア総選挙での勝利を受け第2次スコット・モリソン政権が発足[369]。
  -  イスラエル議会は、4月の総選挙の結果を受けたベンヤミン・ネタニヤフ首相の連立協議が失敗したことを受け、議会の解散を74対45の賛成多数で決定[370]。9月17日に再選挙へ[371]。
  -  ラトビア議会は大統領選挙を行い、元欧州人権裁判所判事のエギルス・レヴィッツが61票を獲得し当選[372]。
- 30日
  -  インド総選挙で圧勝した与党インド人民党を率いるナレンドラ・モディ首相が2期目の就任式を行った[373]。
  -  オーストリアのアレクサンダー・ファン・デア・ベレン大統領は、次期首相にブリギッテ・ビアライン憲法裁判所長官を指名（6月3日就任）[374]。
  -  ウクライナ議会は、ウォロディミル・ゼレンスキー大統領が求めていたヴォロディーミル・フロイスマン首相の辞任を認めないことを決議[375]。
  -  元副首相のアンソニー・アルバニージーが最大野党・オーストラリア労働党の党首に就任[376]。
  -  ロシア疑惑の捜査を行っていたロバート・モラー特別検察官が捜査の正式な終結と特別検察官の辞任を表明[377]。

### 6月
- 2日
  - 青森県知事選挙を執行、現職の三村申吾が青森県政史上初の5選[378]。
  -  アルジェリア憲法評議会は、7月4日に予定されていた大統領選挙（英語版）の実施を取り消し[379]。
- 3日
  - 国民民主党の山井和則国会対策委員長代行が離党届を提出[380]。
  -  ドイツ社会民主党のアンドレア・ナーレス党首が辞任表明[381]。
  -  オーストリア新首相にブリギッテ・ビアライン就任。同国初の女性首相[382]。
- 4日
  -  スーダン暫定軍事評議会のアブドゥルファッターハ・アブドッラフマーン・ブルハーン議長は、民政移管を求めるデモ隊側との合意を破棄し、9か月以内に選挙を実施すると表明[383]。
  -  国連総会は、今年9月に始まる第74会期の総会議長にナイジェリアのティジャニ・ムハンマドバンデ（英語版）国連大使を選出[384]。
- 5日
  - 希望の党は、行田邦子参院議員の離党を承認。これにより所属国会議員が4人となり、政党要件を失った[385]。
  -  タイ国民議会は上下両院議員による首相指名選挙を行い、国民国家の力党のプラユット・チャンオチャ首相が500票を獲得して首相に選出された。唯一の対立候補だったタナトーン・ジュンルンアンキットは244票[386][387]。
  -  ペルー共和国議会は、サルバドール・デル・ ソーラー（英語版）内閣の信任決議案を賛成77票、反対44票、棄権3票で可決[388]。
  -  デンマーク総選挙（英語版）を執行。中道左派陣営が過半数の96議席を獲得し政権奪還。結果を受け6月27日に社会民主党のメッテ・フレデリクセン党首が新首相に就任[389][390]。
- 6日
  - 衆議院本会議で丸山穂高衆院議員に対する糾弾決議を全会一致で可決[391]。
  -  フィンランド議会は、新首相に社会民主党党首のアンティ・リンネを賛成111、反対74票で承認[392]。
  -  ウクライナ最高会議（議会）は、パウロ・クリムキン（英語版）外務大臣の解任についてウォロディミル・ゼレンスキー大統領、クリムキン自身が提出した辞任決議案を両方とも賛成少数で否決。また、ステパン・ポルトラック国防大臣、ヴァシーリ・フリツァーク（英語版）SBU長官の解任決議案も賛成少数で否決[393]。
  -  イギリスのピーターバラで下院補選が行われ、最大野党・労働党のリサ・フォーブス（英語版）が683票の僅差でブレグジット党の候補を破り議席を維持[394]。
- 7日
  -  国連総会は、ベトナム、エストニア、チュニジア、ニジェール、セントビンセント・グレナディーンの5カ国を国連安全安全保障理事会非常任理事国に選出[395]。
  -  モルドバ憲法裁判所は連立政権発足に失敗した議会を解散し、総選挙を行うことを決定。イゴル・ドドン大統領はこれに応じず、首班をマイア・サンドゥとする連立政権樹立を決定し、8日に議会がこれを承認。しかしモルドバ民主党（英語版）はこれを違憲として憲法裁判所に申し立てた結果、ドドン大統領を職務停止とし、パヴェル・フィリプ首相を大統領代行とする決定を下す。9日、フィリプ大統領代行は議会解散と、9月の総選挙実施を決定。ドドンは反発し外国の介入を要請[396]。
- 8日 - 4月の青森県議選で買収があったとして青森県警は、公職選挙法違反の疑いで沢田恵県議ら2人を逮捕[397]。
- 9日
  - 堺市長選挙を執行。大阪維新の会公認で元大阪府議の永藤英機が元市議らを破り初当選[398]。
  -  カザフスタン大統領選挙（英語版）を執行。現職のカシムジョマルト・トカエフが70％を超す得票で圧勝[399]。
  -  南オセチア総選挙（英語版）を執行。与党・統一オセチア（英語版）は14議席（小選挙区7＋比例代表7議席）を獲得し第1党は維持したが過半数割れ[400]。
- 10日
  -  パキスタン捜査当局は、汚職容疑で、元大統領で野党パキスタン人民党共同総裁のアースィフ・アリー・ザルダーリーの身柄を拘束[401]。
  -  イラクのクルディスタン自治政府新議長にネチルバン・バルザニ自治政府首相が就任[402]。翌11日、自治政府議会はマスルール・バルザニ（英語版）を新首相に選出[403]。
- 11日 - プラユット・チャンオチャがタイの首相に就任[404]。
- 12日 -  イギリス下院議会は、最大野党労働党が提出したEUからの「合意なき離脱」の阻止するための動議を賛成298票、反対309票の反対多数で否決[405]。
- 13日
  - 4月の青森県議選を巡る公職選挙法違反容疑で町議3人が逮捕された同県三戸町議会で、町議7人が辞職願を提出し認められた[406]。
  -  中華民国の与党・民主進歩党は、2020年1月の総統選挙に向けて実施した党内予備選の結果、蔡英文総統が頼清徳前行政院長を破り勝利したと発表[407]。
  -  ニューカレドニア自治議会は新政権の閣僚11人を選出したが、大統領候補3人のいずれも必要な6票を獲得できなかったため新大統領の選出に失敗。当面の間、暫定的にフィリップ・ジェルマン（英語版）大統領が引き続き務める[408]。
  -  アメリカのドナルド・トランプ大統領は、サラ・ハッカビー・サンダースホワイトハウス報道官が6月末に退任するとTwitterで表明[409]。
  -  スーダン司法当局はオマル・アル＝バシール前大統領を汚職の罪で訴追[410]。
  -  イギリス保守党党首選挙がスタート、20日までに5回の議員投票を行った[411]。
  -  欧州議会選の結果を受け、フランスの国民連合、イタリアの同盟などの極右政党でつくるEU懐疑派のグループは、新会派アイデンティティと民主主義結成を発表[412]。
- 14日
  - 無所属の薬師寺道代参院議員が自由民主党に入党届を提出[413]。
  - 滋賀県甲良町議会は、野瀬喜久男町長の選挙資金収支報告書に新たな記載漏れがあったとして、町長に対する問責決議案を賛成多数で可決[414]。
  -  二重政府状態となっていたモルドバは、イゴル・ドドン大統領と対立していたモルドバ民主党（英語版）の幹部が国外に脱出し、パヴェル・フィリプ政権が事実上崩壊。憲法裁判所は6月8日の違憲判決を破棄し、マイア・サンドゥ新政権が権力を掌握[415][416]。
- 16日
  - 大阪維新の会は全体会議を開き、吉村洋文政調会長を代表代行に、後任の政調会長に守島正政調会長代行を昇格させるなどの人事を決定[417]。
  -  グアテマラ総選挙・大統領選挙（英語版）を執行。アルバロ・コロン元大統領の元夫人のサンドラ・トーレス（英語版）（1位）とアレハンドロ・ジャマテイ元刑務所主管庁長官（2位）の決選投票になる公算[418]。
- 18日
  - 大野元裕参院議員は国民民主党に離党届を提出[419]。
  - 社会民主党の又市征治党首は、改選を迎える夏の参院選に立候補しない意向を表明[420]。
  -  アメリカのパトリック・シャナハン国防長官代行が長官指名を辞退し、ドナルド・トランプ大統領はマーク・エスパー陸軍長官を新たに長官代行に任命[421]。21日、トランプ大統領は、エスパーを正式な長官に指名する方針を表明[422]。
  -  カリブ司法裁判所（英語版）は、昨年12月にガイアナ議会が可決した、モーゼス・ナガムートゥー（英語版）首相に対する不信任決議を有効と認め、総選挙実施を要求[423]。
- 20日
  - 都民ファーストの会代表選挙告示。荒木千陽代表のほかに立候補の届け出はなく、23日の全議員・支部長総会で無投票再選[424]。
  -  イギリス保守党党首選挙の5回目の議員投票を実施し、決選投票はボリス・ジョンソン前外相とジェレミー・ハント外相の新旧外相対決となることが確定[425]。
- 21日
  - 午前の参議院参院本会議にて、野党が提出した麻生太郎財務大臣兼金融担当大臣の問責決議案、金子原二郎参議院予算委員長の解任決議案を与党などの反対多数で否決。午後の衆議院本会議では麻生に対する不信任決議案を与党などの反対多数で否決[426][427]。
  - 日本維新の会、新党大地の鈴木宗男代表を夏の参院選に比例代表候補として擁立すると発表[428]。
  - 札幌市議会は、臨時議長として各会派に無断で議事を強行し、約8時間議会を空転させたとして、松浦忠市議を除名処分にした[429]。
- 22日
  -  モーリタニア大統領選挙（英語版）を執行。現職の元側近であるモハメド・ウルド・ガズワニが勝利宣言[430]。
  -  エチオピアのアムハラ州にて2019年アムハラ州クーデター未遂事件が発生。アンバチェウ・メコネン（英語版）州知事やサアル・メコネン（英語版）軍参謀総長ら4人が射殺されたが、既に制圧された[431]。
- 23日
  -  トルコの最大都市イスタンブールでやり直し市長選挙（英語版）が行われ、前回に引き続いて最大野党・共和人民党のエクレム・イマモールが与党・公正発展党のビナリ・ユルドゥルム元首相を破り当選確実[432]。
  -  ギニアビサウのジョゼ・マリオ・ヴァス大統領が任期満了を迎えたが、政治的混乱を収拾するための西アフリカ諸国経済共同体(ECOWAS)による調停計画に従い引き続き大統領職を継続[433]。
- 24日
  - 参議院本会議にて、野党4党派が提出した安倍晋三内閣総理大臣の問責決議案を与党などの反対多数で否決[434]。
  -  ロシア連邦内イングーシ共和国のユヌス＝ベク・エフクロフ首長が辞任する意向を表明[435]。26日、マフムード＝アリ・カリマトフ（ロシア語版）が首長代行に就任[436]。
- 25日
  - 衆議院本会議にて、野党5党派が提出した安倍晋三内閣に対する内閣不信任決議案を与党などの反対多数で否決[437]。
  -  ステファニー・グリシャムがホワイトハウス報道官に就任すると発表。同広報部長も兼任する[438]。
- 26日
  - 第198回国会（通常国会）会期末[439]。
  - 無所属で自民党会派所属の井上義行参院議員は、7月の参院選に同党公認で立候補するため辞職[440]。
  - 無所属の長島昭久衆院議員が自由民主党に入党[441]。
- 27日
  - 佐賀県鳥栖市議会は、橋本康志市長に対する辞職勧告決議案を賛成多数で可決[442]。
  -  インドネシア憲法裁判所は、4月に執行された大統領選挙の野党候補による異議申し立てを却下。現職のジョコ・ウィドドの再選が確定[443]。
  -  チェコ下院は、アンドレイ・バビシュ内閣の不信任案の採決を行い、賛成85、反対85、棄権12、欠席18で可決に必要な絶対過半数以上に届かず否決[444]。
- 30日 - 日本が国際捕鯨委員会（IWC）から脱退[445]。

### 7月
- 1日 -  パナマの大統領にラウレンティノ・コルティソが就任[446]。
- 2日
  - 衆院の自民党会派に細野豪志議員と長島昭久議員が入会し、会派名を「自民党・無所属の会」に変更。長島が所属していた会派「未来日本」は同日解散し、同会派に所属していた笠浩史議員は無所属となった[447]。
  -  欧州連合首脳会議で、次期欧州委員会委員長にドイツのウルズラ・フォン・デア・ライエン国防大臣を、次期欧州理事会議長にはベルギーのシャルル・ミシェル首相を起用するなどの人事で合意[448]。
- 3日
  -  欧州議会は、新議長に第2会派・社会民主進歩同盟のデビッド・サッソリ議員を選出[449]。
  -  最大野党・インド国民会議のラーフル・ガンディー総裁は、総選挙敗北の責任を取り辞任[450]。
- 4日
  - 第25回参議院議員通常選挙公示。今回、出馬した立候補者は370人 （選挙区:215人、比例全国区:155人）。参議院比例区に名簿を提出したのは12の政党と政治団体[451]。
  - 自民党の三浦靖衆院議員と山本一太参院議員は、それぞれ参院選比例代表、群馬県知事選への立候補に伴い自動失職[452]。7月11日、三浦の失職に伴い次点の畦元将吾が繰り上げ当選[453]。
  -  ドナルド・トランプ米大統領をたびたび批判していた与党・共和党のジャスティン・アマーシュン（英語版）下院議員は離党を表明[454]。
  -  ソマリア政府が、ギニアとの断交を発表[455]。
- 5日 -  スーダンの暫定軍事評議会と民主化勢力『自由・変革同盟』はエチオピアとアフリカ連合の仲介を受け、軍人5人、文民6人から成る新たな統治機構の樹立で合意。機構のトップは軍人が1年9か月務め、その後文民が1年6か月務める[456]。
- 7日 -  ギリシャ総選挙（英語版）を執行。中道右派の野党・新民主主義党の圧勝が確実となり、アレクシス・ツィプラス首相は敗北を認める[457]。8日、新民主主義党党首のキリアコス・ミツォタキスが新首相に就任[458]。
- 9日
  -  メキシコのカルロス・ウルスア（英語版）財務公債相は、経済政策を巡る政権内での「大きな意見の違い」を理由に辞任を表明[459]。
  -  アルジェリアのアブデルカデル・ベンサラー大統領代行の任期満了。予定されていた大統領選挙は行われず、軍はベンサラー支持を確認[460]。
- 11日 -  スーダン暫定軍事評議会は、クーデターを阻止し、軍と情報機関の将校ら16人を逮捕したと発表。7月24日に首謀者として統合参謀本部のハシム・アブデル・モタリブ(Hashim Abdel Mottalib)議長らを逮捕[461][462]。
- 12日 -  アメリカ合衆国のアレクサンダー・アコスタが労働長官を19日付で辞任することを表明。ドナルド・トランプ大統領はパトリック・ピゼラ（英語版）労働副長官が長官代理に就くことを発表[463]。
- 15日
  -  アメリカ合衆国のドナルド・トランプ大統領は、次期国防長官にマーク・エスパー長官代行を指名することを上院に通知。これを受けエスパーは長官代行の職を解かれ、リチャード・V・スペンサー（英語版）海軍長官が長官代行に就任[464]。
  -  中華民国の野党中国国民党は、2020年総統選挙の公認候補を決める予備選で、高雄市長の韓国瑜が勝利したと発表[465]。
- 16日
  -  タイのプラユット・チャンオチャ首相率いる新政権が発足。軍事政権の最高機関である国家平和秩序評議会は解散し、5年ぶりの民政復帰となる[466]。
  -  ペルー検察当局は、汚職疑惑で国際手配していたアレハンドロ・トレド元大統領が滞在先のアメリカで身柄を拘束されたと発表[467]。
  -  欧州議会は、次期欧州委員会委員長をドイツのウルズラ・フォン・デア・ライエン国防大臣とする人事案を賛成383票、反対327票、棄権22票の賛成多数で承認[468]。17日、後任の国防大臣に与党ドイツキリスト教民主同盟のアンネグレート・クランプ＝カレンバウアー党首が就任[469]。
  -  フランスのフランソワ・ドルジ（英語版）環境大臣は、公費で豪華な夕食会を開いていたなどとの疑惑を受け辞任[470]。
  -  アメリカ合衆国下院は、民主党の非白人女性下院議員4人に「元の国に帰れ」などとツイートしたドナルド・トランプ大統領に対し、「人種差別的な発言」と非難する決議案を賛成240、反対187の賛成多数で可決[471]。
  -  国際通貨基金のクリスティーヌ・ラガルド専務理事は、9月12日付で辞任すると表明[472]。
- 17日 -  アメリカ合衆国下院は、ウィリアム・P・バー司法長官とウィルバー・ロス商務長官について、議会侮辱罪に当たるとする決議案を賛成230票、反対198票の賛成多数で可決[473]。
- 18日
  -  イギリス下院議会は、EUからの「合意なき離脱」を阻止することを目指した修正案を賛成315票、反対274票の賛成多数で可決[474]。
  -  マダガスカルのクリスチャン・ンツァイ首相が辞任を表明したが、アンドリー・ラジョエリナ大統領はンツァイを首相に再任[475]。
  -  パキスタンの捜査当局は、シャーヒド・ハーカーン・アッバースィー（英語版）前首相を液化天然ガス事業に絡む汚職容疑で逮捕[476]。
- 19日 -  コソボのラムシュ・ハラディナイ首相が、デン・ハーグの特別法廷より召喚を求められたことに伴い辞任表明[477]。
- 21日
  - 第25回参議院議員通常選挙を執行。自公政権が改選過半数を獲得[478]。
  - 群馬県知事選挙を執行。山本一太前参院議員が初当選[479]。
  -  2019年ウクライナ総選挙（英語版）を執行。ウォロディミル・ゼレンスキー大統領の政党・国民の僕が勝利[480]。
- 22日 -  ハイチのジャン＝ミシェル・ラピン（フランス語版）首相代行が辞任表明[481]。モイーズ大統領は、フリッツ・ウィリアム・ミシェル(Fritz William Michel)を後任首相に指名[482]。
- 23日
  -  イギリス保守党新党首にボリス・ジョンソン前外相が当選[483]。24日、首相に就任[484]。
  -  スペイン下院は、ペドロ・サンチェス首相の続投を賛成124、反対170、棄権52で承認せず[485]。25日に再投票が行われたが、賛成124、反対155、棄権67で再び承認せず[486]。
  -  アメリカ合衆国上院はマーク・エスパー陸軍長官を国防長官に充てる人事を賛成90、反対8で承認[487]。
- 24日
  - 国民民主党は、6月に離党届を提出した山井和則衆院議員を除籍処分にすると正式決定[488]。
  -  米自治領プエルトリコのリッキー・ロセージョ（英語版）知事は、8月2日付で辞任すると表明[489]。
- 25日
  - 自由民主党参議院議員会長選挙告示。関口昌一参院国会対策委員長以外に立候補の届け出はなく、29日の特別参院議員総会で就任を正式に了承[490][491]。
  -  チュニジアのベジ・カイドセブシ大統領が在職中に92歳で死去。憲法規定に基づき、モハメド・エンナセル（英語版）国会議長が大統領代行に就任[492]。
- 26日
  - 無所属の山井和則、柚木道義両衆院議員が立憲民主党会派に入会[493]。
  -  汚職に関与した疑いが持たれていたミャンマーのキン・マウン・チョー工業大臣が辞任[494]。
- 28日
  - 2013年選出参議院議員任期満了[495]。
  -  アメリカ合衆国のドナルド・トランプ大統領は、ダン・コーツが8月15日をもって国家情報長官を退き、後任にはジョン・ラトクリフ下院議員を充てると表明[496]。8月2日、トランプ大統領はラトクリフ下院議員が指名を辞退したと明らかにした[497]。
- 29日 - 無所属の丸山穂高衆院議員がNHKから国民を守る党に入党[498]。
- 30日 - 参議院にて、無所属の嘉田由紀子と永江孝子 が会派「碧水会」を、NHKから国民を守る党の立花孝志党首と旧みんなの党代表で無所属の渡辺喜美が新会派「みんなの党」を結成[499][500]。
- 31日 -  アメリカ合衆国上院はケリー・クラフト（英語版）駐カナダ大使を国連大使に充てる人事を賛成56、反対34で可決[501]。

### 8月
- 1日
  - 第199回国会（臨時国会）召集。参議院本会議で、議長に自由民主党の山東昭子元副議長、副議長に立憲民主党の小川敏夫元法務大臣をそれぞれ選出[502]。
  - 2019年埼玉県知事選挙に立候補を表明している大野元裕参院議員が議員辞職願を提出[503]。
  - 母親の葬儀に参列した有権者に香典返しとして焼酎などを贈ったとして福岡県警察は、豊前市の後藤元秀市長を公職選挙法違反（寄付行為の禁止）の疑いで書類送検[504]。
- 5日
  - 第199回国会（臨時国会）はこの日、議員辞職願を提出した大野元裕参院議員（埼玉選挙区）の辞職願を許可し閉会した。なお、参院埼玉選挙区の補欠選挙は10月27日投票で行われる（予定）[505]。
  -  インド政府は憲法370条を撤廃し、同条項にて認められていたジャンムー・カシミール州の自治権を剥奪。有力政治指導者を自宅軟禁下に置いた[506]。これにカシミール地方の領有権をインドと争うパキスタンは強く反発し、7日、対抗措置として駐インド大使を召還し、さらにインドの駐パキスタン大使の国外退去も要求[507]。
  -  ベラルーシのアレクサンドル・ルカシェンコ大統領は、2020年に実施予定の上院選挙を11月7日に、下院選挙を11月17日にそれぞれ前倒しで実施する大統領令に署名[508]。
- 6日 -  中華民国の柯文哲台北市長は「台湾民衆党」を結党し、党主席に就任[509]。
- 7日
  - 自由民主党筆頭副幹事長の小泉進次郎衆議院議員が、フリーアナウンサーの滝川クリステルと結婚することを発表。併せて妊娠していることも公表した[510]。
  - 自由民主党の吉田博美前参議院幹事長が党総裁特別補佐に就任[511]。
  - 埼玉県幸手市の渡辺邦夫市長は、広島市でバーの女性店員の顔を数回殴ったとして広島県警に暴行容疑で現行犯逮捕された[512]。20日に渡辺市長は辞職願を提出[513]。
  -  チュニジアのアブドゥルカリーム・ズビディ（フランス語版）国防大臣は、次期大統領選挙に出馬する準備のため辞任表明[514]。
- 8日
  - 大分県警察は、7月の参院選で当選した大分県選挙区の安達澄（無所属）と比例代表の吉田忠智（社会民主党）への投票を促す法定外の文書を大量に配ったとして、大分県職員労働組合の書記長ら2人を公職選挙法違反（法定外文書頒布）の疑いで書類送検[515]。
  - 東京高等裁判所は、収賄罪に問われた静岡県伊東市の佃弘巳前市長に対する懲役2年、追徴金1300万円の一審判決を支持し、控訴を棄却。その後、前市長が期限までに上告せず、判決が確定[516]。
  -  アメリカ合衆国のドナルド・トランプ大統領は、スー・ゴードン（英語版）国家情報副長官が8月15日付で辞任すると発表。また、同日付で辞任するダン・コーツ長官の代行に国家テロ対策センターのジョゼフ・マグワイア（英語版）所長を指名[517]。
  -  キルギスの治安当局は、アルマズベク・アタンバエフ前大統領を汚職容疑で拘束[518]。
- 10日 - ジャーナリストの上杉隆がNHKから国民を守る党の幹事長に就任[519]。
- 11日
  -  アルゼンチン大統領選挙（英語版）の予備選挙が実施され、野党候補のアルベルト・フェルナンデス元首相が得票率約47%で現職のマウリシオ・マクリに15％の差をつけて首位にたった[520]。
  -  グアテマラ総選挙・大統領選挙（英語版）を執行。アレハンドロ・ジャマテイ元刑務所主管庁長官が、 中道左派のサンドラ・トーレス（英語版）を破り当選[521]。
- 15日
  - 丸山穂高衆院議員がNHKから国民を守る党の副党首に就任[522]。
  -  スーダンの民主化勢力、自由・変革同盟は、暫定政権の首相に経済学者のアブダッラー・ハムドゥークを指名[523]。17日に暫定軍事評議会と自由・変革同盟は3年3カ月の共同統治と暫定憲法に最終合意し調印[524]。21日に新たな統治機構・最高評議会が発足し、ハムドゥークが首相就任宣誓[525]。
- 20日
  - 立憲民主党の枝野幸男代表と国民民主党の玉木雄一郎代表は、衆参両院で統一会派を結成することで合意[526]。
  -  イタリアのジュゼッペ・コンテ首相が辞任表明[527]。
- 22日 -  コソボ議会は、ラムシュ・ハラディナイ首相の辞任表明に伴う後継首相の選出が不可能であるとして、議会解散を賛成89、反対1、棄権2票で可決[528]。
- 24日 -  ナウル総選挙（英語版）が執行され、バロン・ワカ大統領が議員落選。大統領退任が決定[529]。
- 25日
  - 埼玉県知事選挙を執行。野党系候補の大野元裕元参院議員が初当選[530]。
  - 盛岡市長選挙を執行。現職の谷藤裕明が5選[531]。
  -  マカオ特別行政区行政長官選挙を執行。賀一誠立法会主席が392票の圧倒的多数で長官候補に選出。中央政府による任命を経て、12月20日より長官に就任[532]。
  -  アブハジア大統領選挙（英語版）の第1回目投票を実施し、現職のラウリ・ハジムバが得票率26.4%で1位、野党アムツァハラ（英語版）のアルハス・ヴィツィニア党首が24.3%で2位。9月8日に決選投票を実施を予定、ジョージアのサロメ・ズラビシュヴィリ大統領は選挙結果を認めず[533]。
- 26日 - 安倍晋三とボリス・ジョンソンがフランスで首脳会談[534]。
- 28日 - 上野宏史厚生労働政務官は、週刊誌の口利き疑惑報道を受け辞任[535]。
- 29日
  -  イタリアの新興左派「五つ星運動」と中道左派「民主党」が連立政権の樹立で合意したことを受け、セルジョ・マッタレッラ大統領は、ジュゼッペ・コンテを首相に再指名し、組閣を指示[536]。
  -  ウクライナの首相にオレクシー・ホンチャルク大統領府副長官が就任[537]。
- 31日
  - 日本維新の会は、常任役員会を開き、松井一郎大阪市長を代表に再任することを決定。 また吉村洋文大阪府知事が副代表に就くことも決定[538]。
  -  フェロー諸島議会総選挙（英語版）を執行。人民党が8議席で第一党に。社会民主党と進歩が7、共和が6、中央党と進歩が2、自治党が1議席を獲得[539]。

### 9月
- 1日
  - 東京都立川市長選挙を実施。自民、公明推薦の現職、清水庄平が元都議を破り四選[540]。
  - 大阪府枚方市長選挙を実施。大阪維新の会公認で現職の伏見隆が、自民推薦の元市議を破り再選[541]。
- 2日 -  ジョージアのマムカ・バフタゼ首相が辞任表明[542]。
- 3日
  - 安倍晋三首相（自民党総裁）は、この日行われた自民党役員会で、内閣改造ならびに自民党の役員人事を9月11日に実施すると表明した。その上で、首相は役員に対し人事の一任を求め、役員はこれを了承[543]。
  - 全国知事会が飯泉嘉門徳島県知事を新会長に選任[544]。
  -  イギリス下院議会は、EUからの「合意なき離脱」を阻止するための法案の審議時間を確保する動議を賛成328、反対301の賛成多数で可決。この際、造反した与党・保守党の21人が党を除名され1人が採決前に離党したため、与党は下院の過半数を大幅に割り込んだ[545]。
- 4日
  -  イギリス下院議会は、EUからの「合意なき離脱」を阻止するための法案を賛成327、反対299の賛成多数で可決。その後、同法案に反発するボリス・ジョンソン首相は総選挙の実施を求める動議を提出したが、賛成298、反対56で総選挙に必要な3分の2の賛成を得られず否決[546]。法案は6日に上院でも可決され[547]、9日、エリザベス女王の裁可を受け成立。同日、ジョン・バーコウ下院議長は数週間以内に辞任する考えを表明[548]。
  -  香港政府の林鄭月娥行政長官は、刑事事件の容疑者を中国本土に引き渡せるようにする「逃亡犯条例改正案」を正式に撤回すると表明。この改正案が引き金となり、3か月に及ぶ大規模な抗議活動が続いている[549]。
- 6日
  - 立憲民主党参議院議員会長選挙告示。長浜博行元環境相以外の届け出はなく、12日の議員総会で就任が承認された[550]。
  -  フィジー議会は、8月に野党議員に対して行った発言が批判されていたフランク・バイニマラマ首相の職務を2年間停止する動議を賛成23、反対27、棄権1票で否決[551]。
  -  朝鮮労働党中央軍事委員会にて、朴正天陸軍大将を朝鮮人民軍総参謀長に新たに任命、総参謀部作戦総局の指導部メンバーの解任・入れ替えも決定[552]。
- 7日 -  イギリスのアンバー・ラッド雇用・年金大臣が辞任し保守党も離党[553]。
- 8日
  - 第19回岩手県知事選挙を実施。野党4党の推薦を受けた現職達増拓也が政府与党推薦の及川敦を破り4選[554]。
  - 第19回岩手県議会議員選挙を実施。県政野党の自民党が第一党となる。県政与党(国民・立民・共産・社民)、県政野党(自民・公明・岩手県民クラブ)いずれも過半数獲得ならず[555]。
  - 山形市長選挙を実施。 自民、公明推薦で現職の佐藤孝弘が再選[556]。
  -  サウジアラビアのサルマン国王は、ハーリド・アブドゥルアズィーズ・アル＝ファーリハエネルギー相を解任し、後任にアブドゥルアジズ・ビン・サルマン王子を任命[557]。
  -  アブハジア大統領選挙（英語版）の決選投票を実施し、現職のラウリ・ハジムバが得票率47.34%で当選、野党アムツァハラ（英語版）のアルハス・ヴィツィニア党首は46.19%で落選。ジョージアは選挙結果を違法として認めず[558]。
- 9日
  -  ツバル総選挙（英語版）を執行。エネレ・ソポアガ（英語版）首相は当選したが、外務大臣や財務大臣は落選[559]。
  -  韓国の文在寅大統領は、娘の大学不正入学などの疑惑が相次いで浮上していた曺国前民情首席秘書官の法務部長官への任命を強行[560]。
  -  韓国大法院は、元秘書への性的暴行の罪に問われた安熙正元忠清南道知事に対する懲役3年6月の二審判決を支持し上告を退け、実刑が確定[561]。
- 10日
  -  イギリス下院議会は、ジョンソン首相が再提案した総選挙の実施を求める動議の採決を行い、賛成293、反対46で3分の2の賛成を得られず再び否決[562]。
  -  アメリカのドナルド・トランプ大統領は、ジョン・ボルトンを国家安全保障問題担当大統領補佐官から解任したと自身のツイッターにて発表[563]。18日、後任に国務省のロバート・オブライエン人質問題担当特使を任命[564]。
- 11日 - 第4次安倍第2次改造内閣ならびに新しい自民党執行部が発足。初入閣は13人で2012年の第2次安倍内閣が発足以降、最多となった[565]。
- 12日 - 4月の千葉県議選で初当選した女性県議のポスターを剥がしたとして、千葉県警察は自民党の白須賀貴樹衆院議員の秘書2人らを器物損壊容疑で書類送検[566]。
- 13日 - 塙町が発注した住宅工事をめぐり、福島県警察は宮田秀利町長を官製談合防止法違反の疑いで書類送検[567]。
- 15日 -  チュニジア大統領選挙（英語版）の第1回目投票を執行。無所属で法学者のカイス・サイードが得票率18.4％で1位、ナビル・カルウィ（英語版）は15.58％で2位[568]。10月13日に決選投票を実施[569]。
- 16日 -  ソロモン諸島政府は16日、中華民国と断交し、中華人民共和国と国交を樹立することを決めた[570]。
- 17日
  - 富山地方裁判所は、政務活動費をだまし取ったとして詐欺罪に問われた元富山市議3人にそれぞれ懲役1年6月、執行猶予4年の判決を言い渡した[571]。
  -  第22回イスラエル議会総選挙（4月の再選挙）を執行。与野党ともに過半数割れ。25日、ルーベン・リブリン大統領は、与党リクードを率いるベンヤミン・ネタニヤフ首相に組閣を要請[572]。
  -  イタリアのマッテオ・レンツィ元首相は、連立与党で中道左派の民主党を離党し、新党イタリア・ヴィヴァを結成。上下両院合わせて40人以上の議員が参加[573][574]。
- 18日 - 愛知県美浜町議会は、斎藤宏一町長に対する辞職勧告決議を賛成多数で可決[575]。
- 19日
  - 立憲民主党の枝野幸男、国民民主党の玉木雄一郎両代表、衆院会派「社会保障を立て直す国民会議」の野田佳彦代表は国会内で会談し、10月召集予定の臨時国会から統一会派を結成することで合意[576],
  - 無所属の安住淳元財務相ら衆院議員3人が立憲民主党に入党し、打越さく良参院議員も立憲会派に入会。また同日、安住を国対委員長に充てるなどの党役員人事も決定[577]。
  - 公明党は、石井啓一前国土交通相を幹事長代行に充てる人事を決定。党参院議員総会では西田実仁参院幹事長を新参院会長に選出し、後任の参院幹事長には谷合正明参院政審会長が就任[578]。
  -  アメリカのギルバート・B・カプラン（英語版）商務次官（国際貿易担当）が辞任[579]。
  -  ツバル議会は、カウセア・ナタノを新首相に選出[580]。
- 20日
  - 7月の参院選に自民党の比例代表候補として出馬し落選した熊田篤嗣元衆院議員が、公示前に有権者に投票を呼び掛ける趣旨の文書を送ったとして、公職選挙法違反（事前運動）などの罪で略式起訴され[581]、同月30日、罰金10万円の略式命令を受けた[582]。
  -  中華民国外交部は、キリバスより外交関係を解消すると通知を受けたことを発表[583]。
  -  中華民国の呉釗燮外交部長（外相）はソロモン諸島、キリバスによる国交断絶を受け辞意を表明、蔡英文総統は慰留[584]。
- 21日
  -   中華人民共和国の王毅国務委員兼外相とソロモン諸島のジャーマイア・マネレ外相は、北京で国交樹立の共同文書に署名した[585]。
- 24日
  - 無所属の大串博志衆院議員が立憲民主党に入党[586]。
  -  イギリス最高裁判所は、ジョンソン首相が約1カ月間にわたる議会の休会を断行したことについて「違法」との判決を下した[587]。
  -  信任投票が行われないまま憲法で定められた政権樹立までの期限を迎えたことを受け、スペインのフェリペ6世国王は、議会両院を解散し、11月10日の総選挙実施を公示する勅令を公布[588]。
  -  ニコラス・マドゥロ大統領率いるベネズエラ統一社会党の議員らが、野党が主導権を握る議会に3年ぶりに復帰[589]。
- 25日 - 新潟県警察は、秘書の男性に暴行しけがをさせたなどとして、自民党の石崎徹衆院議員を傷害と暴行の疑いで書類送検[590]。
- 26日 - アメリカ合衆国上院は、ユージーン・スカリア（英語版）の労働長官就任を賛成53票、反対44票で承認[591]。
- 27日
  - 自民党の宮川典子衆院議員の死去に伴い、次点の出畑実の繰り上げ当選が決定[592]。
  - 奈良県宇陀市議会は、高見省次市長に対する辞職勧告決議案を賛成多数で可決[593]。
  -  中華人民共和国の王毅国務委員兼外相とキリバスのタネス・マーマウ大統領は、米ニューヨークで国連（UN）気候行動サミットに合わせて行われた2国間協議で国交樹立の文書に署名した[594]。
- 28日 -  アフガニスタン大統領選挙を執行[595]。暫定結果を10月19日に発表する予定であったが不正防止システムに不具合が生じた可能性があるため11月14日に延期され、同日にさらなる延期を表明[596]。
- 29日 -  オーストリア国民議会選挙（英語版）を執行。オーストリア国民党が38.4%の票を獲得し第1党となる一方、国民党の連立相手だった極右・オーストリア自由党は大きく得票を減らし大敗[597]。
- 30日
  - 立憲民主党、国民民主党、社会民主党と衆院会派「社会保障を立て直す国民会議」は、衆参両院で統一会派を結成[598]。
  - 桜井充参院議員が国民民主党に離党届を提出。党は11月20日に離党届を受理[599][600]。
  -  ペルーのマルティン・ビスカラ大統領は、自ら反対していた憲法裁判所の判事の改選を議会が行ったことを理由に議会を解散し、新首相にビセンテ・セバジョス（英語版）を任命。最大野党人民勢力党は議会解散を違憲として認めず、解散が宣告された議会でビスカラを12カ月の停職とする決議を86対0で可決し、メルセデス・アラオス（英語版）副大統領を大統領代行に指名[601]。
  -  オーストラリア企業の株売却をめぐるインサイダー取引で起訴されていた米共和党のクリス・コリンズ（英語版）下院議員が辞職願を提出[602]。

### 10月
- 1日
  -  ペルーのメルセデス・アラオス（英語版）副大統領が辞任表明、大統領代行への就任宣言を撤回[603]。
  -  ウクライナ東部紛争をめぐり、同国政府と親ロシア派武装勢力などは、親ロシア派が実効支配する東部地域に「特別な地位」を付与するなどの和平案で基本合意[604]。
- 2日 - NHKから国民を守る党に所属していた東京都中央区議を脅す内容の動画をインターネットに投稿したとして、警視庁は同党の立花孝志党首を脅迫容疑で書類送検[605]。
- 3日 -  エクアドルのレニン・モレノ大統領は、燃料費の補助廃止に対する抗議活動の激化を受け、全土に60日間の非常事態宣言を発令。7日、政府機能を首都キトから南部のグアヤキルに移転すると発表[606][607]。
- 4日 - 第200回国会（臨時国会）召集[608]。
- 5日 -  アラブ首長国連邦議会選挙（英語版）を執行。選挙管理委員会は20名の当選者を発表[609]。
- 6日
  - 東京都あきる野市長選挙を実施。元市議の村木英幸が、自民、公明推薦で現職の澤井敏和を88票の僅差で破り初当選[610]。
  - 埼玉県所沢市長選挙を実施。自民、公明推薦で現職の藤本正人が、野党の推薦を受けた元衆院議員の並木正芳を破り3選[611]。
  -  ポルトガル議会選挙（英語版）を執行。アントニオ・コスタ首相の社会党が改選前より議席数を増やし勝利[612]。
  -  コソボ総選挙（英語版）を執行。ハシム・サチ大統領の与党民主党が自己決定運動とコソボ民主連盟の野党2党の得票を下回った[613]。
- 7日
  - 佐賀県鳥栖市議会は、橋本康志市長に対する辞職勧告決議案を6月議会に続き賛成多数で可決[614]。
  -  オーストリアのアレクサンダー・ファン・デア・ベレン大統領は、国民党のセバスティアン・クルツ党首に2期目となる組閣を要請[615]。
- 8日
  -  アゼルバイジャンのノヴルス・マンマドフ（英語版）首相が辞任表明。議会は、次期首相にアリ・アサドフを全会一致（賛成105票）で承認[616]。
  -  トンガの国王トゥポウ6世は、新首相にポヒヴァ・トゥイオネトアを任命[617]。
  -  ベルギーの国王フィリップは、新政権樹立に向けて、ヘルト・ブルジョワ（英語版）元フランデレン地域首相とルディ・デモット（英語版）元フランス語共同体首相の二人を組閣準備者(préformateurs)に指定[618]。
- 10日
  - 後期補欠選挙告示（参議院埼玉県選挙区）[619]。
  - 補選への立候補に伴いNHKから国民を守る党の立花孝志参院議員が自動失職。 10月21日、次点の浜田聡の繰り上げ当選が決定[620]。
  -  ルーマニア議会はヴィオリカ・ダンチラ首相の不信任決議案を賛成238票の過半数で可決[621][622]。
  -  キューバ議会はミゲル・ディアス＝カネル国家評議会議長兼閣僚評議会議長を、4月の新憲法で復活した大統領職に選出[623]。
  -  オランダシント・マールテンのレオナ・マーリン＝ロメオ（英語版）首相が辞任。閣僚理事会は、ワイクリフ・スミス（英語版）を暫定首相に任命[624]。
- 11日
  -  アメリカのドナルド・トランプ大統領は、ケビン・マカリーナン（英語版） 国土安全保障長官代行が辞任したとTwitterで発表[625]。 11月13日、チャド・ウルフ（英語版）国土安全保障次官が後任の長官代行に就任[626]。
  -  ノーベル平和賞を、長年国境問題で対立してきた隣国エリトリアとの和平を成し遂げたエチオピアのアビィ・アハメド首相が受賞[627]。
- 13日
  -  チュニジア大統領選挙（英語版）の決選投票。憲法学者のカイス・サイードが当選[628]。
  -  ポーランド議会選挙（英語版）を執行。下院は右派与党・法と正義が過半数を制し勝利[629]。
- 14日
  -  大韓民国の曺国法務部長官が辞任表明[630]。
  -  アブハジアのラウリ・ハジムバ大統領は、自身の2期目開始とともに規定に則り9日に首相を辞任したバレリ・ブガンバ（英語版）を再び首相に任命[631]。
  -  スペイン最高裁判所は、カタルーニャ自治州で独立の是非を問う住民投票を強行したとして、ウリオル・ジュンケラス前州副首相に対し反乱罪などで禁錮13年、他の元同州政府幹部8人に対しては同9～12年の有罪判決を言い渡した[632]。
- 15日
  -  ルーマニアのクラウス・ヨハニス大統領は、国民自由党代表のルドビク・オルバンに組閣を要請[633]。
  -  モザンビーク総選挙・大統領選挙（英語版）を執行。大統領選挙は現職のフィリペ・ニュシが得票率73.0％で再選、議会はモザンビーク解放戦線が184議席、モザンビーク民族抵抗運動が60議席を獲得。野党は不正があったと主張[634]。
- 17日
  -  アメリカのドナルド・トランプ大統領は、リック・ペリーエネルギー長官の年内の退任を発表[635]。翌18日、トランプはダン・ブルイエット（英語版）副長官をペリーの後継に指名[636]。
  -  イギリスとEUは、イギリスのEU離脱のための新たな離脱協定案で合意[637]。
  -  ジブラルタル総選挙（英語版）を執行。ジブラルタル社会主義労働党（英語版）・ジブラルタル自由党連合が勝利[638]。
- 19日
  -  イギリスのボリス・ジョンソン首相は、離脱協定案の採決が下院議会で見送られたことを受け、 EUに対し離脱の延期を申請[639]。
  -  北マケドニアのゾラン・ザエフ首相は、 EU首脳会議で加盟交渉入りを拒否されたことを受け、議会を解散し、前倒し総選挙を行うと発表[640]。
- 20日
  -  インドネシアのジョコ・ウィドド大統領がマアルフ・アミン（英語版）新副大統領と共に就任宣誓し、2期目がスタート[641]。
  -  ボリビア総選挙（英語版）。現職のエボ・モラレスが勝利宣言[642]。
  -  スイス総選挙（英語版）を執行。スイス国民党が第1党を維持、スイス緑の党が躍進[643]。
  -  オーランド諸島議会総選挙（英語版）を執行。定数30議席中、オーランド中央党が9議席で第1党となり勝利。オーランドのための自由が6議席、オーランドの穏健派と非同盟連合が4議席を獲得。与党オーランド社会民主党は3議席にとどまり敗北[644]。
- 21日
  -  カナダ総選挙を執行。ジャスティン・トルドー首相率いるカナダ自由党が第1党を維持、過半数には届かず[645]。
  -  イスラエルのベンヤミン・ネタニヤフ首相がルーベン・リブリン大統領に組閣を断念すると表明[646]。23日、リブリン大統領は政党連合「青と白」共同代表のベニー・ガンツに組閣を要請[647]。
- 22日
  - 即位礼正殿の儀。今上天皇が内外に即位を宣明。
- 23日 -  インドネシアのジョコ・ウィドド大統領が2期目の閣僚名簿を発表。最大野党グリンドラ党のプラボウォ・スビアント党首が国防大臣として入閣し、同党は連立政権入り[648]。
- 25日 - 秘書が地元有権者に香典を渡したなどの疑惑が報じられていた菅原一秀経済産業大臣が辞任。後任に梶山弘志元地方創生担当大臣が就任[649]。
- 26日 -  チリのセバスティアン・ピニェラ大統領は、反政府運動の激化を受け内閣改造を行う意向を表明、全閣僚へ辞表提出を要請[650]。
- 27日
  - 第24回選出の大野元裕（国民民主党）の辞職に伴う参議院埼玉県選挙区補欠選挙投開票。上田清司前・埼玉県知事が、NHKから国民を守る党の立花孝志党首を大差で破り、初当選[651]。
  -  アルゼンチン大統領選挙（英語版）を執行、野党候補のアルベルト・フェルナンデス元首相が圧勝[652]。
  -  オマーン総選挙（英語版）を執行。男性84人、女性2人が当選[653]。
  -  ウルグアイ総選挙・大統領選挙（英語版）を執行。大統領選挙の第1回投票では与党拡大戦線候補のダニエル・マルティネス（英語版）前モンテビデオ県知事が1位、中道右派・国民党のルイス・ラカジェ・ポー前上院議員が2位。この二人で11月24日に決選投票を実施[654]。
  -  ベルギーの国王フィリップは、ソフィー・ウィルメス予算相を暫定首相に任命[655]。
- 28日
  -  欧州連合は首脳会議を開催し、イギリスのEU離脱期限を最長2020年1月31日まで延期することで合意[656]。
  -  ギニアビサウのジョゼ・マリオ・ヴァス大統領は、アリスティデス・ゴメス政権を解任。ゴメス首相は決定に従わないことを表明。西アフリカ諸国経済共同体(ECOWAS)も11月24日の大統領選挙までは政府を解任できないと警告[657][658]。翌29日、ヴァス大統領はファウスティノ・インバリ元首相を新首相に任命[659]。
- 29日
  -  レバノンのサード・ハリーリー首相が辞任表明[660]。翌30日、ミシェル・アウン大統領はハリーリーに新政権樹立まで暫定首相としてとどまるよう要請[661]。
  -  イギリス下院議会は、12月12日に総選挙を実施する法案を賛成438、反対20で可決[662]。
- 31日
  - 河井克行法務大臣は、4月の参院選で初当選した妻の河井案里陣営による公職選挙法違反疑惑などを受け辞任。後任には森まさこ元少子化担当大臣が就任[663]。
  -  アメリカ合衆国下院は、ドナルド・トランプ大統領のウクライナ疑惑の弾劾調査開始を正式に決定する決議案を、賛成232、反対196で可決[664]。
  -  アブー・バクル・アル＝バグダーディーの死を受けて、過激組織「イスラム国」は後任のカリフにアブイブラヒム・ハシミが就任したと発表[665]。

### 11月
- 1日 -  前国際通貨基金専務理事のクリスティーヌ・ラガルドが欧州中央銀行総裁に就任[666]。
- 4日
  -  ベルギーで組閣準備者(préformateurs)に指定されていたヘルト・ブルジョワ（英語版）元フランデレン地域首相とルディ・デモット（英語版）元フランス語共同体首相が組閣に失敗し、組閣準備者の任期を延長せず退任[667]。
  -  ルーマニア議会はルドビク・オルバン内閣を賛成240票（233票が必要）で承認[668]。
- 5日
  -  ケンタッキー州知事選にて、民主党のアンディ・ベシア州司法長官が、共和党の現職マット・ベヴィン（英語版）との接戦を制し勝利。ミシシッピ州知事選は共和党のテイト・リーヴス（英語版）副知事が勝利[669]。
  -  内戦が続くイエメンで、暫定政権と南部地域の分離独立派組織「南部暫定評議会」が和解に合意し、双方からなる政府をつくる協定に署名[670]。
- 6日 -  アラブ首長国連邦の連邦最高評議会（英語版）は、大統領にハリーファ・ビン・ザーイド・アール・ナヒヤーンを再選[671]。
- 8日 -  ギニアビサウのジョゼ・マリオ・ヴァス大統領より首相に任命されていたファウスティノ・インバリ元首相は、西アフリカ諸国経済共同体(ECOWAS)からの要求に応じて首相を辞任[672]。
- 10日
  -  ボリビアのエボ・モラレス大統領が辞任表明。大統領継承順位1位、2位、3位のアルバロ・ガルシア・リネラ（英語版）副大統領、アドリアナ・サルバティエラ（英語版）上院議長、ビクトル・ボルダ（英語版）下院議長も同時に辞任表明し[673]、ヘアニネ・アニェス上院副議長が暫定大統領に就任すると宣言。12日、モラレスはメキシコに亡命[674]。
  -  スペイン議会総選挙（4月の再選挙）を執行。中道左派の与党・スペイン社会労働党は120議席と微減も第1党を維持、過半数には届かず。中道右派・国民党は88議席、右派政党・Voxは52議席を獲得し勢力を増加[675]。
  -  ルーマニア大統領選挙（英語版）を執行。現職のクラウス・ヨハニス大統領が1位、ヴィオリカ・ダンチラ前首相が2位となり、この二人で11月24日に決選投票を実施へ[676]。
- 12日
  -  モルドバ議会は、マイア・サンドゥ首相に対する不信任決議を101人中63人の賛成で可決[677]。
  -  スペインの与党・社会労働党と急進左派のポデモスは、連立政権の樹立で原則合意[678]。
  -  ボリビアのヘアニネ・アニェス上院副議長が暫定大統領への就任宣誓を行い、憲法裁判所も承認。議会の承認は得られず[674][679]。
- 13日 -  モルドバのイゴル・ドドン大統領は、新首相に元財務大臣で大統領顧問のイオン・チク（英語版）を指名[680]。
- 14日
  - 皇居・大嘗宮にて今上天皇が臨御し大嘗宮の儀が始まる。
  -  クウェートのジャービル・ムバーラク・アル＝ハマド・アッ＝サバーハ（英語版）首相が首長サバーハ4世に辞表提出[681]。11月19日、サバーハ・アル＝ハリード・アッ＝サバーハ（英語版）を首相に任命[682]。
- 15日
  - 大嘗宮の儀が終わる。
  -  チュニジアのカイス・サイード大統領は、ハビーブ・ジェムリ（フランス語版）元農業相に組閣を要請[683]。
- 16日 -  スリランカ大統領選挙を執行。ゴーターバヤ・ラージャパクサ元国防次官が得票率52.2%を獲得し当選[684]。
- 17日 -  ベラルーシ議会総選挙（英語版）を執行。野党候補は一人も当選せず[685]。
- 18日 -  モントセラト議会総選挙（英語版）を執行[686]。
- 19日
  -  ボスニア・ヘルツェゴビナの大統領評議会は、閣僚評議会議長（首相）にゾラン・テゲルティヤ（ボスニア語版）を指名[687]。
  -  オランダシント・マールテンの新たな暫定首相にシルベリア・ヤコブス（英語版）が就任、新政権発足[688]。
- 20日
  -  タイの憲法裁判所は、立候補時にメディア会社の株式を保有していたことが 憲法違反に当たるとして、3月の総選挙で躍進した野党・新未来党のタナトーン・ジュンルンアンキット党首に対し、議員当選を無効とする判決を言い渡した[689]。
  -  イスラエルの政党連合「青と白」共同代表のベニー・ガンツは、ルーベン・リブリン大統領に組閣を断念すると表明[690]。
  -  スリランカのラニル・ウィクラマシンハ首相が辞任を表明。21日、ゴタバヤ・ラジャパクサ大統領は実兄のゴーターバヤ・ラージャパクサ元大統領を新首相に任命[691][692]。
  -  カナダのジャスティン・トルドー首相は、総選挙の結果を受け、クリスティア・フリーランド外相を副首相に起用するなどの内閣改造を実施[693]。
- 21日
  - 大阪地検特捜部は、竹山修身前堺市長の関連政治団体の政治資金収支報告書に2億3千万円超の記載漏れがあった事件で、政治資金規正法違反の罪で竹山前市長と次女を略式起訴。同日、大阪簡裁はそれぞれに罰金100万円の略式命令を出した [694]。
  -  イスラエル検察当局は、ベンヤミン・ネタニヤフ首相を収賄罪などの容疑で起訴すると発表[695]。
- 23日 -  ブーゲンビル独立住民投票を開始、12月7日まで投票[696]。
- 24日
  - 高知県知事選挙を執行。自民党・公明党が推薦する元総務省総括審議官の浜田省司が当選[697]。
  - 高知市長選挙を執行。現職の岡崎誠也が4候補を破り5選[698]。
  - 山形県米沢市長選挙を執行。現職の中川勝が元衆院議員の近藤洋介を24票差で破り再選[699]。
  -  香港区議会議員選挙を執行。民主派が8割を超える380議席以上を獲得し圧勝[700]。
  -  アメリカのリチャード・V・スペンサー（英語版）海軍長官が辞任[701]。
  -  ウルグアイ大統領選挙（英語版）の決選投票を執行。暫定結果では野党系候補のルイス・ラカジェ・ポー前上院議員が若干リードも得票が僅差のため、選挙裁判所は結果確定を先送り[702]。28日、ラカジェ・ポーが勝利宣言[703]。
  -  ルーマニア大統領選挙（英語版）の決選投票を執行。現職のクラウス・ヨハニス大統領が圧勝し再選[704]。
  -  ギニアビサウ大統領選挙（英語版）を執行[705]。ドミンゴ・シモンエス・ペレイラ（英語版）元首相が40.1%で1位、ウマロ・シソコ・エムバロが27.7%で2位。12月29日に決選投票を実施[706]。
  -  ペルー憲法裁判所は、汚職疑惑で勾留されている野党・人民勢力党のケイコ・フジモリ党首を釈放するよう命令。29日、1年1ヶ月ぶりに釈放[707]。12月18日、フジモリは政治活動の一時休止を表明[708]。
- 26日
  -  モーリシャスのバーレン・ヴヤプーリ（英語版）大統領代行が辞任表明。最高裁判事のエッディ・バランシーが後任に就任[709]。
  -  マルタの女性記者ダフネ・カルーアナ・ガリジア殺害事件に絡み、キース・シェンブリ（英語版）首相首席補佐官とコンラッド・ミッツィ（英語版）観光相が辞任。クリスチャン・カルドナ （英語版）経済・投資・中小企業相は捜査が終わるまでの停職を発表[710]。
- 27日
  - 自民党有隣会（谷垣グループ）は、遠藤利明元五輪相を新たに代表世話人に充て、中谷元元防衛相を筆頭格の代表世話人とする人事を決定[711]。
  -  アメリカのドナルド・トランプ大統領が「香港人権・民主主義法案」に署名し、法案が成立[712]。
  -  欧州議会は、ウルズラ・フォン・デア・ライエンを委員長をとする欧州委員会の新体制を賛成461、反対151、棄権89票で承認。12月1日に就任[713]。
  -  ナミビア総選挙・大統領選挙（英語版）を執行。大統領選挙は現職のハーゲ・ガインゴブが56.3%を得票し再選。総選挙は与党南西アフリカ人民機構が63議席を獲得し、議会の3分の2を割り込んだが過半数は維持[714]。
- 28日
  -  モルディブの裁判所は、資金洗浄の罪に問われていたアブドゥラ・ヤミーン前大統領に禁錮5年の判決を言い渡した[715]。
  -  スーダンの暫定政権は、オマル・アル＝バシール前政権時の与党「国民会議」に対し、解党を命じた[716]。
- 29日
  -  イラクのアーディル・アブドゥルマフディー首相は、同国のイスラム教シーア派の最高権威アリー・スィースターニー師の要請を受け辞任する意向を表明[717]。12月1日、イラク議会はアブドゥルマフディーの辞任を承認、新首相選出まで暫定的に首相を務める[718]。
  -  スリナムの軍事法廷は、37年前に自身に批判的なジャーナリストなど15人を殺害したとして、デシ・ボーターセ大統領に禁錮20年の判決を言い渡した[719]。
- 30日 -  ドイツ社会民主党党首選の結果が発表され、連立懐疑派のノルベルト・ワルターボーヤンスとサスキア・エスケンのペアが勝利[720]。

### 12月
- 1日
  -  マルタのジョゼフ・ムスカット首相は、2020年1月12日の労働党党首選挙にて新党首が選出された後に首相を辞任すると表明[721]。
  -  欧州委員会委員長にウルズラ・フォン・デア・ライエン、欧州理事会議長にシャルル・ミシェルが就任[722]。
  -  アメリカのリック・ペリーエネルギー長官が退任し、ダン・ブルイエット（英語版）副長官が長官代理に就任。翌2日、上院はブルイエットを長官に充てる人事を賛成70、反対15で承認[723]。
  -  極右政党・ドイツのための選択肢は、この日までの党大会で共同党首にティノ・クルパラ下院議員を選出。イェルク・モイテン共同党首は続投[724]。
- 2日
  -  モーリシャス国民議会は、大統領にプリトヴィラジシン・ルーパン、副大統領にエディ・ボワセゾン(Eddy Boissézon)を選出し、即日就任[725]。
  -  中国瀋陽市中級人民法院は、収賄罪に問われたヌル・ベクリ元国家発展改革委員会副主任に無期懲役を言い渡した[726]。
- 3日 -  フィンランドのアンティ・リンネ首相が辞任[727]。
- 4日 - 参議院本会議で日米貿易協定及び日米デジタル貿易協定が与党などの賛成多数で可決、承認された[728]。
- 5日
  -  香港立法会は、民主派議員が提出した林鄭月娥行政長官の弾劾を求める動議を反対多数で否決[729]。
  -  ボスニア・ヘルツェゴビナ議会は、ゾラン・テゲルティヤ（ボスニア語版）を閣僚評議会議長（首相）として承認[730]。
- 6日 -  ドミニカ国議会選挙（英語版）を執行。選挙で選ばれる21議席のうち、ドミニカ労働党（英語版）が17議席、連合労働党（英語版）が4議席を獲得[731]。
- 8日
  -  フィンランド議会第1党のフィンランド社会民主党は、次期首相候補にサンナ・マリン運輸・通信相を選出[732]。12月10日、議会は賛成99、反対70でマリンを首相に選出[733]。
  -  サンマリノ総選挙（英語版）を執行。サンマリノ・キリスト教民主党（英語版）が21議席で第1党[734]。
- 9日 - 第200回国会（臨時会）会期末[735]。
- 10日 - タクシーの車内で知人女性にわいせつな行為をしたとして、強制わいせつ容疑で立憲民主党の初鹿明博衆院議員が書類送検[736]。
- 11日
  -  ブーゲンビル独立住民投票の開票結果を発表。独立賛成派が98％を超える圧勝[737]。
  -  スイスの2020年度の連邦大統領にシモネッタ・ソマルーガ、連邦副大統領にギー・パルムランを選出[738]。
  -  大韓民国の李洛淵国務総理が年内に退任する意向を示していたことを、日韓議員連盟幹事長の河村建夫が講演で明らかに[739]。
  -  期限内に連立交渉がまとまらなかったことを受けイスラエル議会が解散、2020年3月に再選挙へ[740]。
  -  スペインのペドロ・サンチェス首相は、国王フェリペ6世からの組閣要請を受け入れ、政権枠組みづくりに着手[741]。
- 12日
  -  イギリス総選挙を執行。欧州連合からの離脱を訴える保守党が365議席を獲得し圧勝、労働党は203議席にとどまりジェレミー・コービン党首が事実上の辞任表明[742]。
  -  アルジェリア大統領選挙（英語版）を執行。アブデルマジド・テブン元首相が得票率58.1%で当選[743][744]。
- 13日
  - 滋賀県甲良町議会は、野瀬喜久男町長の不信任決議案を賛成8、反対2で可決[745]。野瀬町長は23日に失職を選択[746]。
  -  ウクライナ疑惑をめぐり、下院司法委員会は、権力の乱用と議会の妨害でドナルド・トランプ大統領を弾劾訴追する決議案を賛成23、反対17の賛成多数で可決[747]。
- 14日 -  スーダンの裁判所は、汚職などの罪でオマル・アル＝バシール前大統領に懲役2年の実刑判決を言い渡した[748]。
- 15日 - 福井市長選挙を執行、現職の東村新一が4選[749]。
- 17日
  -  大韓民国の文在寅大統領は、次期国務総理（首相）に前国会議長の丁世均を指名したと発表[750]。
  -  パキスタン・イスラマバード特別裁判所は、事実上亡命中のパルヴェーズ・ムシャラフ元大統領に国家反逆罪で死刑判決[751]。
  -  南スーダンのサルバ・キール・マヤルディ大統領と反政府勢力のリエック・マチャル前第1副大統領は、双方が参加する移行政権を2020年2月までに発足させることで最終合意[752]。
- 18日
  - 無所属の井出庸生衆院議員が自由民主党に入党届を提出[753]。
  -  アメリカ合衆国下院は、ドナルド・トランプ大統領を弾劾訴追する決議のうち、職権乱用について賛成230反対197、議会妨害について賛成229反対198でそれぞれ可決[754]。
  -  ボリビアの検察当局は、エボ・モラレス前大統領に対しテロや騒乱を扇動した容疑で逮捕状を発付[755]。
- 19日
  - 鳥取県大山町議会は、竹口大紀町長に対する問責決議案を賛成多数で可決[756]。
  -  レバノンのミシェル・アウン大統領はハッサン・ディアブ元教育相を新首相に指名し、組閣を要請[757]。
  -  スペイン・カタルーニャ自治州の裁判所がキム・トーラ自治政府首相に対し、4月の総選挙直前に公共施設から独立支持の横断幕などを撤去する命令に従わなかったとして1年半の公職追放の判決[758]。
  -  ドナルド・トランプは自身に対する弾劾訴追決議に造反した民主党下院議員のジェフ・バン・ドリュー（英語版）が共和党に入党することを発表[759]。
- 20日
  - 高市早苗総務大臣は、かんぽ生命保険の不正契約問題をめぐり、総務省が月内に行う行政処分の情報を総務省OBの鈴木康雄日本郵政上級副社長に漏えいしたとして、鈴木茂樹総務事務次官を停職3カ月の懲戒処分にしたと発表。鈴木次官は同日、辞職[760]。
  - 衆議院議員初鹿明博は、強制わいせつ罪で書類送検されたことを受けて立憲民主党に離党届を提出[761]。
  -  マカオの行政長官に賀一誠が就任[762]。
- 21日 -  キューバ議会は、2月の憲法改正で復活した首相ポストにマヌエル・マレロ観光大臣を選出[763]。
- 22日
  -  クロアチア大統領選挙（英語版）を執行。ゾラン・ミラノヴィッチ元首相が得票率約30％で1位、現職のコリンダ・グラバル＝キタロヴィッチが27％で2位。2020年1月5日に決選投票へ[764]。
  -  ウズベキスタン総選挙（英語版）の第1回目投票を執行。与党ウズベキスタン自由民主党が43議席で最多、ウズベキスタン国民復興民主党が35議席[765]。
- 23日
  - 新潟県佐渡市議会は、三浦基裕市長に対する問責決議案と藤木則夫副市長に対する辞職勧告決議案をそれぞれ可決[766]。
- 25日 - 東京地方検察庁の特別捜査部は、秋元司衆議院議員を収賄容疑で逮捕[767]。秋元は同日、所属する自由民主党に離党届を提出[768]。
- 26日
  -  イラクのバルハム・サリフ大統領は次期首相をめぐる議会最大勢力との意見の相違から辞任する用意があることを表明[769]。
  -  イスラエル与党のリクードが党首選挙を執行。現職のベンヤミン・ネタニヤフ首相が勝利宣言[770]。
- 27日 - 山梨県甲州市の田辺篤市長は自身の健康面を理由に辞職願を提出[771]。
- 28日 -  ベトナムの裁判所は、収賄罪に問われていたグエン・バク・ソン（ベトナム語版）元情報通信相に終身刑、チュオン・ミン・トゥアン（ベトナム語版）前情報通信相に禁錮14年の判決を言い渡した[772]。
- 29日 -  ギニアビサウ大統領選挙（英語版）の決選投票。ウマロ・シソコ・エムバロが53.55%の票を獲得し当選[773]。
- 31日
  -  韓国のソウル中央地検は、曺国前法務部長官を収賄などの罪で在宅起訴[774]。
  -  28日から開かれていた朝鮮労働党中央委員会総会が閉会。核開発を主導してきた李炳鉄党第1副部長を政治局員に昇進させるなどの党幹部人事も決定された[775][776]。

## 死去

### 1月
- 4日 - ハロルド・ブラウン： 第14代アメリカ合衆国国防長官（* 1927年）[777]
- 6日 - ホセ・ラモン・フェルナンデス（英語版）： 元キューバ閣僚評議会副議長（* 1923年）[778]
- 7日 - モーシェ・アレンス： イスラエルの元外務大臣、元国防大臣（* 1925年）[779]
- 9日
  - アナトリー・ルキヤノフ： 元ソビエト連邦最高会議議長（* 1930年）[780]
  - ミラン・パンチェフスキ（英語版）： ユーゴスラビア内マケドニア出身の政治家、最終代のユーゴスラビア共産主義者同盟書記長、元マケドニア共産主義者同盟（英語版）書記長（* 1935年）[781]
  - 青山丘：元衆議院議員、元文部科学副大臣（* 1941年）[782]
- 13日 - ダグラス・M・コッスル（英語版）： 元アメリカ合衆国環境保護庁長官（* 1939年）[783]
- 14日 - パベウ・アダモビッチ： ポーランド・グダニスク市長（* 1965年）[784]
- 17日 - バービキル・アワダッラー（英語版）： 第8代スーダン共和国首相、元外相（* 1917年）[785]
- 19日 - 月原茂皓：元自由民主党衆議院議員、元参議院議員（* 1935年）[786]
- 24日 - アルティーノ・ピント・デ・マガリャンイス（英語版）： 元ポルトガル領アゾレス諸島地方政府主席（* 1922年）[787]
- 29日 - ジョージ・フェルナンデス（英語版）： 元インド国防大臣（* 1930年）[788]
- 31日 - ジョルジュ・サール： 元フランス共和国市民運動党首（* 1935年）[789]

### 2月
- 4日 - ジョン・オソ・マーシュ・ジュニア： 元アメリカ合衆国下院議員、元陸軍長官（* 1926年）[790]
- 7日
  - ジョン・ディンゲル（英語版）： 元アメリカ合衆国下院議員（* 1926年）[791]
  - ヤン・オルシェフスキ（英語版）： ポーランド第三共和政第3代首相（* 1930年）[792]
- 10日 -  ウォルター・B・ジョーンズ・ジュニア（英語版）： アメリカ合衆国下院議員（* 1943年）[793]
- 11日
  - 田中美智子：元衆議院議員（* 1922年）[794]
  - シブガトゥッラー・ムジャッディディー： 元アフガニスタン・イスラム国臨時大統領（* 1925年）[795]
- 16日 - 李鋭： 元中国共産党中央組織部副部長（* 1917年）[796]
- 17日 - エドゥアルド・バウサー（英語版）： 初代アルゼンチン内閣首席大臣（首相格）（* 1939年）[797]
- 21日 - 井上哲夫：元民主改革連合参議院議員（* 1938年）[798]
- 22日 - フランス・アンドリーセン（オランダ語版）： 元オランダ財務大臣、元欧州委員会通商担当委員・対外関係担当委員（* 1929年）[799]
- 24日 - アントワーヌ・ギゼンガ： 第28代コンゴ民主共和国首相、反政府勢力首相（* 1925年）[800]
- 27日
  - フランス＝アルベール・ルネ： 第2代セーシェル共和国大統領、第2代首相、元外務大臣（* 1935年）[801]
  - ラビンドラ・アディカリ： ネパール文化・観光・民間航空大臣（英語版）（* 1969年）[802]
- 28日 - シャビエル・アルサリュス： 元スペインバスク民族主義党党首（* 1932年）[803]

### 3月
- 1日 - スレン・アルチュニャン（ロシア語版）： 第12代アルメニア共産党第一書記（* 1939年）[804]
- 4日 - クラウス・キンケル： 元ドイツ副首相兼外相、元自由民主党党首（* 1936年）[805]
- 6日 - 鍛冶清：元公明党衆議院議員（* 1928年）[806]
- 10日 - イルセン・キュチュク（英語版）： 元北キプロス・トルコ共和国首相（* 1940年）[807]
- 13日 - ガザリ・ジャアファ（英語版）： フィリピンバンサモロ移行委員会（英語版）議長 [808]
- 14日 - 目黒吉之助：元日本社会党衆議院議員（* 1934年）[809]
- 15日 - 楢崎欣弥：元民主党衆議院議員（* 1943年）[810]
- 16日 - モハメド・マフムード・ウルド・ルリー： 元モーリタニア国家救済軍事委員会委員長（元首格）（* 1943年）[811]
- 17日 - マノハール・パリカル（英語版）： 元インド国防大臣、ゴア州知事（* 1955年）[812]
- 20日 - ドナルド・カルポカス（英語版）： 第2・7代バヌアツ首相、元外務大臣（* 1943年）[813]
- 26日 - 小山峰男：元新進党参議院議員（* 1934年）[814]
- 31日 - ピーター・コールマン（英語版）： 元オーストラリア領ノーフォーク島行政官（* 1928年）[815]

### 4月
- 4日 - 相澤英之：元自由民主党所属衆議院議員、経済企画庁長官、金融再生委員会委員長（* 1919年）[816]
- 5日 - ニコライ・コヴァレフ： 元ロシア連邦保安庁長官（* 1949年）[817]
- 6日 - アーネスト・ホリングス（英語版）： 元アメリカ合衆国上院議員（* 1922年）[818]
- 12日 - 赤崎義則：元鹿児島県鹿児島市長、全国市長会会長（* 1927年）[819]
- 14日 - ミリャナ・マルコヴィッチ： スロボダン・ミロシェヴィッチセルビア大統領夫人、元ユーゴスラビア左翼連合（英語版）党首（* 1942年）[820]
- 17日 - アラン・ガルシア： 第90・93代ペルー大統領（* 1949年）[821]
- 19日
  - 保岡興治：元自由民主党所属衆議院議員、第69・81代法務大臣（* 1939年）[822]
  - ロドルフォ・セベリーノ（英語版）： フィリピンの外交官、第10代東南アジア諸国連合(ASEAN)事務総長（* 1936年）[823]
- 20日
  - ペトル・コロトカ（英語版）： 第2代スロバキア社会主義共和国首相（* 1925年）[824]
  - 金弘一：元大韓民国国会議員（* 1948年）[825]
- 22日 - レ・ドゥック・アイン： 第2代ベトナム社会主義共和国主席（* 1920年）[826]
- 23日 - ヨハネス・ヴィトフェーン（英語版）： オランダの政治家、第5代国際通貨基金専務理事（* 1921年）[827]
- 24日 - 佐内正治：元山口県山口市長（* 1926年） [828]
- 27日
  - ネガソ・ギダダ： 初代エチオピア連邦民主共和国大統領（* 1943年）[829]
  - アレクセイ・レベジ： ロシアの政治家、元ハカス共和国政府議長（元首格）（* 1955年）[830]
- 28日 - リチャード・ルーガー（英語版）： 元アメリカ合衆国上院議員（* 1932年）[831]
- 29日 - エレン・オケイン・タウシャー： 元アメリカ合衆国下院議員、元国務次官（軍備管理・国際安全保障担当）（* 1951年）[832]

### 5月
- 2日
  - ラファエル・ヘルナンデス・コロン（英語版）： 第4・6代プエルトリコ知事（* 1936年）[833]
  - アリ・ムルジェ（英語版）： コモロの元首相、元外相（* 1939年）[834]
- 8日
  - 島田三郎：自由民主党所属参議院議員（* 1956年）[835]
  - スプレント・ダブウィド（英語版）： 第29代ナウル大統領、元外相（* 1972年）[836]
- 9日 - 袁宝華（英語版）： 元中華人民共和国国家経済貿易委員会主任（* 1916年）[837]
- 10日 - アルフレード・ペレス・ルバルカバ： 元スペイン社会労働党書記長、元内務大臣、元第一副首相（* 1951年）[838]
- 11日 - ジャンニ・デ・ミケーリス（英語版）： 元イタリア外相（* 1940年）[839]
- 12日 - エクトル・エンリケ・オリバレス（スペイン語版）： アルゼンチン代議員（* 1958年）[840]
- 14日 - アリス・リブリン（英語版）： 元アメリカ合衆国行政管理予算局長（* 1931年）[841]
- 15日 - 亀井郁夫：元参議院議員【自由民主党、国民新党所属】（* 1933年）[842]
- 16日 - ボブ・ホーク： 第23代オーストラリア連邦首相（* 1929年）[843]
- 21日 - グラウコ・サンソヴィニ（英語版）： 元サンマリノ執政（* 1938年）[844]
- 22日 - フセイン・エラベ・ファヒエ： 元ソマリア外相、現モハメド・アブドゥライ・モハメド大統領顧問（* 生年不明）[845][846]
- 23日 - 野呂田芳成：元自由民主党所属衆議院議員、第22代農林水産大臣、第61代防衛庁長官（* 1929年）[847]
- 26日 - プレーム・ティンスーラーノン： タイ枢密院議長、第22代首相（* 1920年）[848]
- 28日
  - エドワード・シアガ： 第5代ジャマイカ首相（* 1930年）[849]
  - アポロ・ンシバンビ： 第9代ウガンダ首相（* 1940年）[850]
- 30日 - タッド・コクラン（英語版）： 元アメリカ合衆国上院議員（* 1937年）[851]

### 6月
- 2日 - 鹿熊安正：元自由民主党所属参議院議員（* 1927年）[852]
- 17日 - ムハンマド・ムルシー： 第5代エジプト・アラブ共和国大統領（* 1951年）[853]
- 19日 - フィリペ・ボール（英語版）： フィジーの元外相、元教育相（* 1936年）[854]
- 21日 - ディミトリス・フリストフィアス： 第6代キプロス共和国大統領（* 1946年）[855]
- 22日 -  アンバチュ・メコネン（英語版）：エチオピア・アムハラ州知事（* 生年不詳） [856]
- 24日 - 松本善明：元日本共産党所属衆議院議員（* 1926年） [857]
- 26日
  - 菅原喜重郎：元衆議院議員【民社党・新進党・自由党所属】（* 1926年）[858]
  - アイヴァン・クーパー： 北アイルランド社会民主労働党設立者（* 1944年）[859]
- 30日 - モミル・ブラトヴィッチ（英語版）： 元モンテネグロ共産主義者同盟（英語版）書記長、元ユーゴスラビア連邦共和国内モンテネグロ共和国大統領、元ユーゴスラビア連邦共和国首相（* 1956年）[860]

### 7月
- 9日
  - フェルナンド・デ・ラ・ルア： 第48代アルゼンチン共和国大統領（* 1937年）[861]
  - ロス・ペロー： アメリカ合衆国の政治活動家、大統領選挙立候補者（* 1930年）[862]
- 14日 - フセイン・モハンマド・エルシャド： 第10代バングラデシュ人民共和国大統領（* 1930年）[863]
- 15日 - ウェルナー・ミュラー（ドイツ語版）： 元ドイツ経済エネルギー大臣（* 1946年）[864]
- 16日 - 鄭斗彦： 元大韓民国国会議員（* 1957年）[865]
- 17日 - 草川昭三：元公明党所属衆議院議員、元参議院議員（* 1928年）[866]
- 22日 - 李鵬： 中華人民共和国第4代国務院総理（首相）（* 1928年）[867]
- 25日 - ベジ・カイドセブシ： チュニジア大統領、元首相（* 1926年）[868]
- 27日 - 二木秀夫：元自由民主党所属参議院議員（* 1930年）[869]
- 28日 - 水野清：元自由民主党所属衆議院議員、第47代建設大臣、第8代総務庁長官、第31代自由民主党総務会長（* 1925年）[870]

### 8月
- 1日
  - サドゥ・ハヤトウ（英語版）： カメルーンの元首相（* 1942年）[871]
  - アンネマリー・フーバー＝ホッツ（英語版）： 第14代スイス連邦事務総長（* 1948年）[872]
  - アブディラフマン・オマル・オスマン（英語版）： ソマリア・モガディシュ市長（* 生年不詳）[873]
- 3日 - トーマス・レメンゲサウ・Sr： 第4代パラオ共和国大統領（* 1929年）[874]
- 4日 - ヌオン・チア： 元民主カンプチア人民代表議会常任委員会議長（* 1926年）[875]
- 6日 - スシュマ・スワラージ： 元インド外務大臣、デリー市元首相（* 1952年）[876]
- 8日 - 安武洋子：元日本共産党所属参議院議員（* 1928年）[877]
- 17日 - 谷林正昭：元民主党所属参議院議員（* 1946年）[878]
- 24日 - アルン・ジャイトリー（英語版）： 元インド財務大臣（* 1952年）[879]
- 27日 - ダウダ・ジャワラ： ガンビアの初代大統領、第2代首相（* 1924年）[880]

### 9月
- 6日 - ロバート・ムガベ： 第2代ジンバブエ大統領、初代首相（* 1924年）[881]
- 10日 - ノダル・ハドゥリ： 元ジョージア財務大臣（* 1970年）[882]
- 11日 - ユスフ・ハビビ： 第3代インドネシア共和国大統領、第7代副大統領（* 1936年）[883]
- 12日
  - アキリシ・ポヒヴァ（英語版）： 第15代トンガ王国首相（* 1941年）[884]
  - 宮川典子：自由民主党所属衆議院議員（* 1979年）[885]
- 15日 - ロル・モハメド・シャワ（英語版）： チャド共和国国家暫定統一政府大統領（* 1939年）[886]
- 17日 - 葉選平： 元広東省長、元広州市長（* 1924年）[887]
- 18日 - イマタ・カブア： 第2代マーシャル諸島共和国大統領（* 1943年）[888]
- 19日 - ザイン・アル＝アービディーン・ベン・アリー： 第2代チュニジア共和国大統領、第5代首相（* 1936年）[889]
- 25日 - 盧載鉉： 元大韓民国国防部長官（* 1926年）[890]
- 26日 - ジャック・シラク： フランス共和国の第22代大統領、第五共和政第6・10代首相（* 1932年）[891]
- 29日
  - ユーリー・メシュコフ（英語版）： ウクライナ内クリミア自治共和国の元大統領（* 1945年）[892]
  - 岩城光隆：元双葉町職員（* 1988年）
- 30日 - デイビット・エイカーズ・ジョーンズ（英語版）： イギリス統治時代の香港総督代行（* 1927年）[893]

### 10月
- 3日 - ディオゴ・フレイタス・ド・アマラル（英語版）： ポルトガルの元外相、元首相代行、1995年度国際連合総会議長（* 1941年）[894]
- 12日 - ヘブリン・ハーラフ（英語版）： 未来シリア党事務総長（* 1984年）[895]
- 13日 - 長谷百合子：元衆議院議員【日本社会党所属】（* 1947年）[896]
- 17日 - イライジャ・カミングス： アメリカ合衆国下院議員（* 1951年）[897]
- 18日 - ウィリアム・ミリケン（英語版）： 第44代ミシガン州知事（* 1922年）[898]
- 20日 - 高鳥修：元衆議院議員【自由民主党所属】、第47代経済企画庁長官、第5代総務庁長官（* 1929年）[899]
- 21日 - 盧信永（朝鮮語版）： 第18代国務総理（首相）、第18代外交部長官（外相）（* 1930年）[900]
- 22日 - ミゲル・サイス（英語版）： 元リオネグロ州知事（* 1949年）[901]
- 25日 - 北川昌典：元衆議院議員【日本社会党所属】、元宮崎県日南市長（* 1931年）[902]
- 26日
  - 吉田博美：元参議院議員【自由民主党所属】、元自由民主党参議院幹事長（* 1949年）[903]
  - アブー・バクル・アル＝バグダーディー： イスラーム過激派組織「ISIL」カリフ（* 1971年）[904]
- 27日 - ジョン・コニャーズ： 元アメリカ合衆国下院議員（* 1929年）[905]
- 31日 - 任学鋒（中国語版）： 重慶市中国共産党委員会副書記（* 1965年）[906]

### 11月
- 5日 - 安田範：元衆議院議員【日本社会党所属】（* 1927年）[907]
- 6日
  - 添田増太郎：元参議院議員【自由民主党所属】（* 1928年）[908]
  - 北口博：元衆議院議員【自由民主党所属】（* 1930年）[909]
  - ヤン・ストラースキー（英語版）： チェコスロバキアの最後の首相、ヴァーツラフ・ハヴェル大統領辞任後に首相として大統領権限を執行（* 1940年）[910]
- 11日
  - エドワード・ザッカ（英語版）： ジャマイカの元総督代理、元最高裁判所長官（* 1931年）[911]
  - ラルフ・T・オニール（英語版）： イギリス領ヴァージン諸島の第6代主任大臣、初代首相（* 1933年）[912]
- 12日 - バハ・アブー・アル＝アタ（英語版）： パレスチナの武装組織「イスラーム聖戦」司令官（* 1977年）[913]
- 14日 - 阪上善秀：元衆議院議員【自由民主党所属】、元宝塚市長（* 1947年）[914]
- 17日 - アドナン・パチャーチ（英語版）： イラクの元統治評議会議長、元外相（* 1923年）[915]
- 18日 - 白川勝彦：元衆議院議員【自由民主党所属】、元自治大臣（* 1945年）[916]
- 19日
  - 石倉孝昭：元島根県松江市長（* 1925年）[917]
  - D. M. ジャヤラトナ： スリランカの元首相（* 1931年）[918]
- 22日 - ウジェーヌ・カマラ（英語版）： ギニアの元首相（* 1942年）[919]
- 27日 - ウィリアム・ラッケルズハウス（英語版）： アメリカ合衆国の元司法副長官、元環境保護庁長官（* 1932年）[920]
- 29日 - 中曽根康弘：元衆議院議員【自由民主党所属】、元内閣総理大臣（* 1918年）[921]

### 12月
- 8日 - テッサ・テ・マタ： クック諸島の高等弁務官（* 1967年？）[922]
- 9日 - 石橋政嗣：元衆議院議員【日本社会党所属】、第9代日本社会党委員長（* 1924年）[923]
- 10日 - ユーリ・ルシコフ： 第2代モスクワ市長（* 1936年）[924]
- 11日 - 中沢健次：元衆議院議員【日本社会党・民主党所属】（* 1934年）[925]
- 19日 - 望月義夫：衆議院議員【自由民主党所属】、第20-21代環境大臣、原子力防災担当大臣（* 1947年）[926]
- 20日 - マルコ・オルランディッチ（英語版）： ユーゴスラビア内モンテネグロ元評議会議長、元大統領、元共産主義者同盟中央委員会書記長（* 1930年）[927]
- 21日 - 永井孝信、元衆議院議員【日本社会党・社会民主党所属】、第62代労働大臣[928]
- 23日 - ムスタファ・ムイェジノヴィッチ（英語版）： ボスニア・ヘルツェゴビナの元首相（* 1954年）[929]
- 25日 - 村岡兼造：元衆議院議員【自由民主党所属】、第50代郵政大臣、第64代運輸大臣、第62代内閣官房長官、第42代自由民主党総務会長（* 1931年） [930]
- 27日 - 遠藤武彦 : 元衆議院議員【自由民主党所属】、第45代農林水産大臣（* 1938年）[931]
- 29日 - マンフレート・シュトルペ： ブランデンブルク州元首相（* 1936年）[932]
- 31日 - ジムランガール・ダドナジ（英語版）： 第15代チャド首相（* 1936年）[933]